# Nécropole des Rabs
Vous lisez un « article de qualité » labellisé en 2022.
La nécropole des Rabs, appelée aussi nécropole de Sainte-Monique, nécropole de Bordj Djedid ou djebel Louzir, est un cimetière d'époque punique (Ve-IIe siècle av. J.-C.) situé sur le site archéologique de Carthage en Tunisie, et qui a fait l'objet de fouilles à la fin du XIXe et au début du XXe siècle.
Fouillé par Alfred Louis Delattre dans les conditions de fouilles usuelles à l'époque mais très dommageables pour la compréhension globale du site, le cimetière réservé à une classe sociale privilégiée de la cité punique a livré des sarcophages de marbre, qui constituent des pièces maîtresses du musée national de Carthage et du musée du Louvre, et un riche mobilier funéraire dont des bijoux et des céramiques, le tout constituant selon Salah-Eddine Tlatli « les plus merveilleux chefs-d'œuvre de tout l'art punique ».
En dépit de conditions de fouilles préjudiciables, les spécialistes ont pu étudier les rites ayant prévalu lors des inhumations et appréhender les caractères spécifiques de la nécropole par rapport aux autres lieux d'inhumation connus de la métropole punique et appartenant à d'autres époques de l'histoire de Carthage.
Le site archéologique de la nécropole n'existe plus au début du XXIe siècle, dans le contexte d'urbanisation intense de la ville qui a suivi l'installation sur son rivage du palais présidentiel.

## Localisation et étymologie

Plan des vestiges conservés du site archéologique de Carthage : la nécropole se situait à l'est du no 13 (citernes de Bordj Djedid).

La nécropole est baptisée par Alfred Louis Delattre en référence aux « hauts dignitaires sacerdotaux ». Il a nommé ainsi un secteur de la nécropole de Sainte-Monique du fait de la richesse des découvertes, qui ne peut selon lui qu'être réservé « à des familles ou à des collèges funéraires ». Le terme, utilisé dans des contextes différents, est lié aux difficultés d'étude de la Constitution de la cité punique. Le mot rab cité par les inscriptions signifie de façon générique « chef ».
Le secteur occupé par la nécropole des Rabs est « une région escarpée et périphérique » de la cité punique. Le site est situé sur la colline Sainte-Monique, entre le plateau de Bordj Djedid (« Fort neuf » en arabe) et le couvent de Sainte-Monique,. Les fouilles d'Alfred Louis Delattre étaient situées dans le secteur entre la zone de l'actuel lycée et le palais présidentiel. Une localisation plus précise est rendue difficile par l'absence de méthodologie lors des fouilles et surtout du fait de l'abandon ultérieur du site. Le fouilleur n'a en outre laissé « aucun plan, aucun croquis, aucune indication précise », la nécropole étant sans doute initialement d'« une aire assez étendue ».

## Histoire

### Histoire antique

#### Nécropoles de Carthage

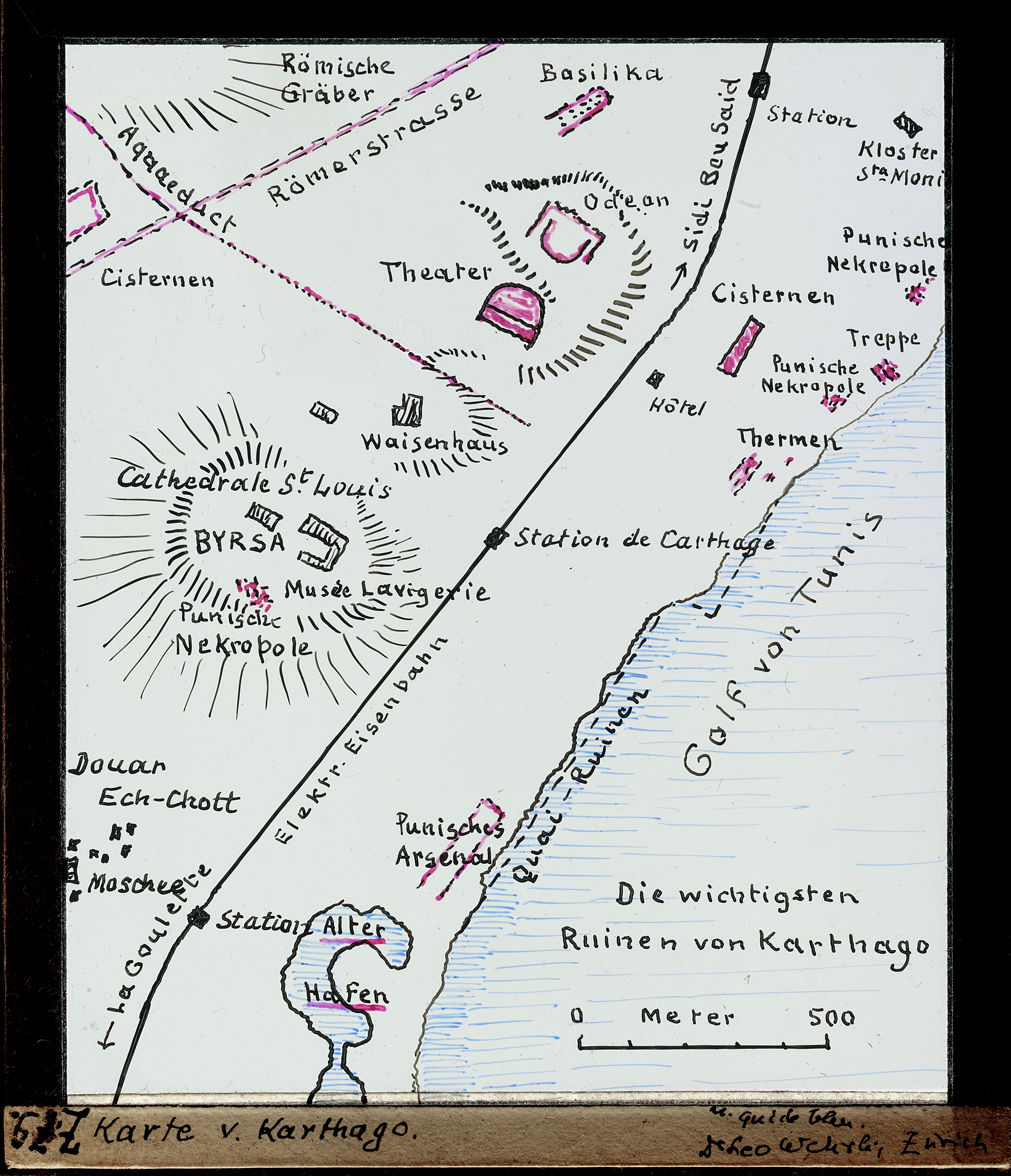
Ancien plan de Carthage daté du milieu du XXe siècle.

Les nécropoles de Carthage ont pu couvrir environ 60 hectares et Salah-Eddine Tlatli donne à la cité punique une superficie supérieure à 300 hectares. Hélène Bénichou-Safar recense dans son ouvrage publié en 1982, et prenant en compte les travaux jusqu'en 1977, plus de 3 000 tombes fouillées pendant un siècle sur le site archéologique de Carthage. M'hamed Hassine Fantar pense que ce chiffre peut aller jusqu'à 3 500. Les fouilleurs de la nécropole des Rabs ont exploré sur ce seul site environ 1 000 caveaux, qui étaient alignés.

#### Histoire de la nécropole dite«des Rabs»

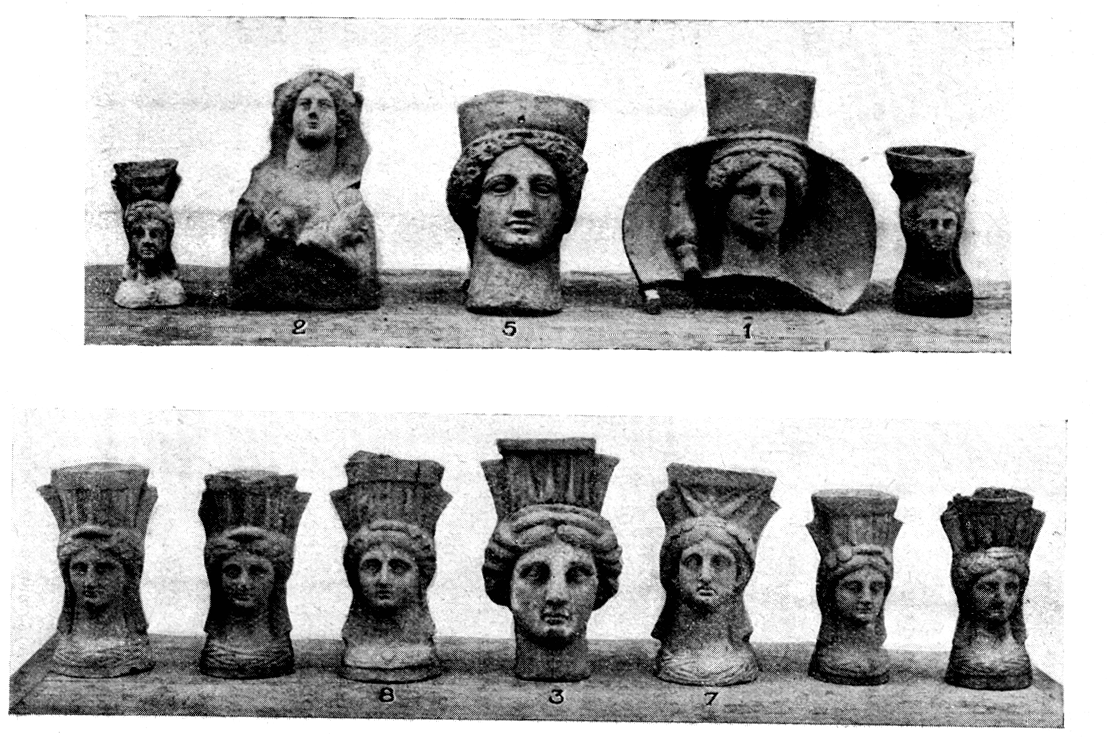
Groupe de statuettes de terre cuite représentant Déméter.

Selon Abdelmajid Ennabli, la nécropole des Rabs est occupée du Ve au IIe siècle av. J.-C. mais surtout au IVe-IIIe siècle av. J.-C. Un tiers des tombes datent du IVe et deux tiers du IIIe siècle av. J.-C. . Selon Salah-Eddine Tlatli, la nécropole de la colline de Sainte-Monique est datée du IIIe siècle av. J.-C.. La nécropole est utilisée à partir du Ve-IVe siècle av. J.-C. et cela jusqu'à la destruction de la cité punique à l'issue de la troisième guerre punique en 146 av. J.-C. selon Colette Picard.
Les nécropoles évoluent au fil du temps, des zones étant réservées « à des collèges religieux, des familles ou des « clans » ». Les tombes passent donc d'un caractère individuel à un caractère collectif. Au IIIe – IIe siècle, les rites funéraires utilisés sont l'incinération et l'inhumation ; les défunts sont accompagnés dans leur dernière demeure par des bijoux d'or, des ivoires sculptés, des vases de bronze et de céramiques siciliennes ou étrusques. Pendant l'époque hellénistique, du IVe siècle av. J.-C. au IIe siècle av. J.-C., l'incinération domine, les restes étant conservés dans un coffret de calcaire. Il y a alors « une restriction des espaces concédés aux morts ».
Du fait de la richesse du mobilier retrouvé et de l'architecture des tombeaux, il est admis que la nécropole des Rabs accueille les sépultures de la haute société carthaginoise,. Selon Colette Picard, le cimetière aurait accueilli les prêtres et les prêtresses de Carthage. Le clergé de Carthage est alors nombreux et issu de l'aristocratie punique mais sans disposer d'un pouvoir politique. De nombreuses femmes occupent des « dignités religieuses ». Le rôle de ces dignitaires est cantonné à la célébration des cérémonies religieuses et des sacrifices, basés sur des tarifs dont un exemplaire provenant de la capitale punique a été retrouvé à Marseille au milieu du XIXe siècle.

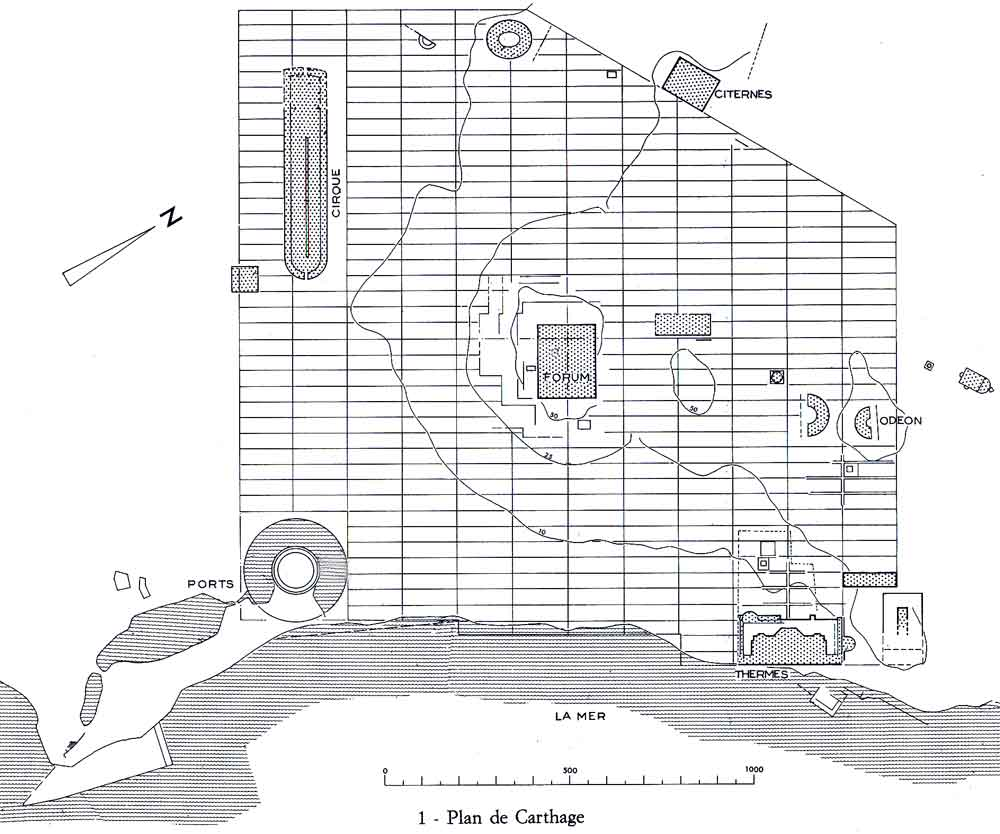
Plan de la Carthage romaine avec la cadastration mise en place ; le secteur de la nécropole est situé hors des limites de la ville.

Le site de la nécropole n'est pas occupé de façon dense à l'époque romaine, au cours de l'histoire de la Colonia Iulia Concordia Carthago. Le site a accueilli un édifice en opus reticulatum identifié comme un « fanum de Cérès » par Alfred Louis Delattre. La découverte de statuettes de terre cuite d'époque punique dédiées à Déméter a entraîné l'hypothèse que se trouvait là le temple de Déméter consacré à Carthage au début du IVe siècle pour réparer la destruction d'un temple à la même divinité lors des guerres siciliennes. Cette hypothèse, balayée par Stéphane Gsell, peut cependant être étayée par la découverte d'éléments architecturaux : un chapiteau stuqué est découvert par Charles Saumagne, un autre est retrouvé par un militaire et déposé au musée du Bardo en 1926. Gilbert Charles-Picard, Alexandre Lézine puis Naïdé Ferchiou acceptent pour leur part l'hypothèse d'un temple. Pierre Cintas évoque un temple ayant existé de l'époque punique à l'époque romaine.
La nécropole est visitée ultérieurement pour en dérober les objets précieux. Le sarcophage du prêtre a été profané dès l'antiquité, tout comme celui de la prêtresse, à l'endroit où le marbre était le moins épais.

#### Organisation et architecture des tombeaux de la nécropole des Rabs

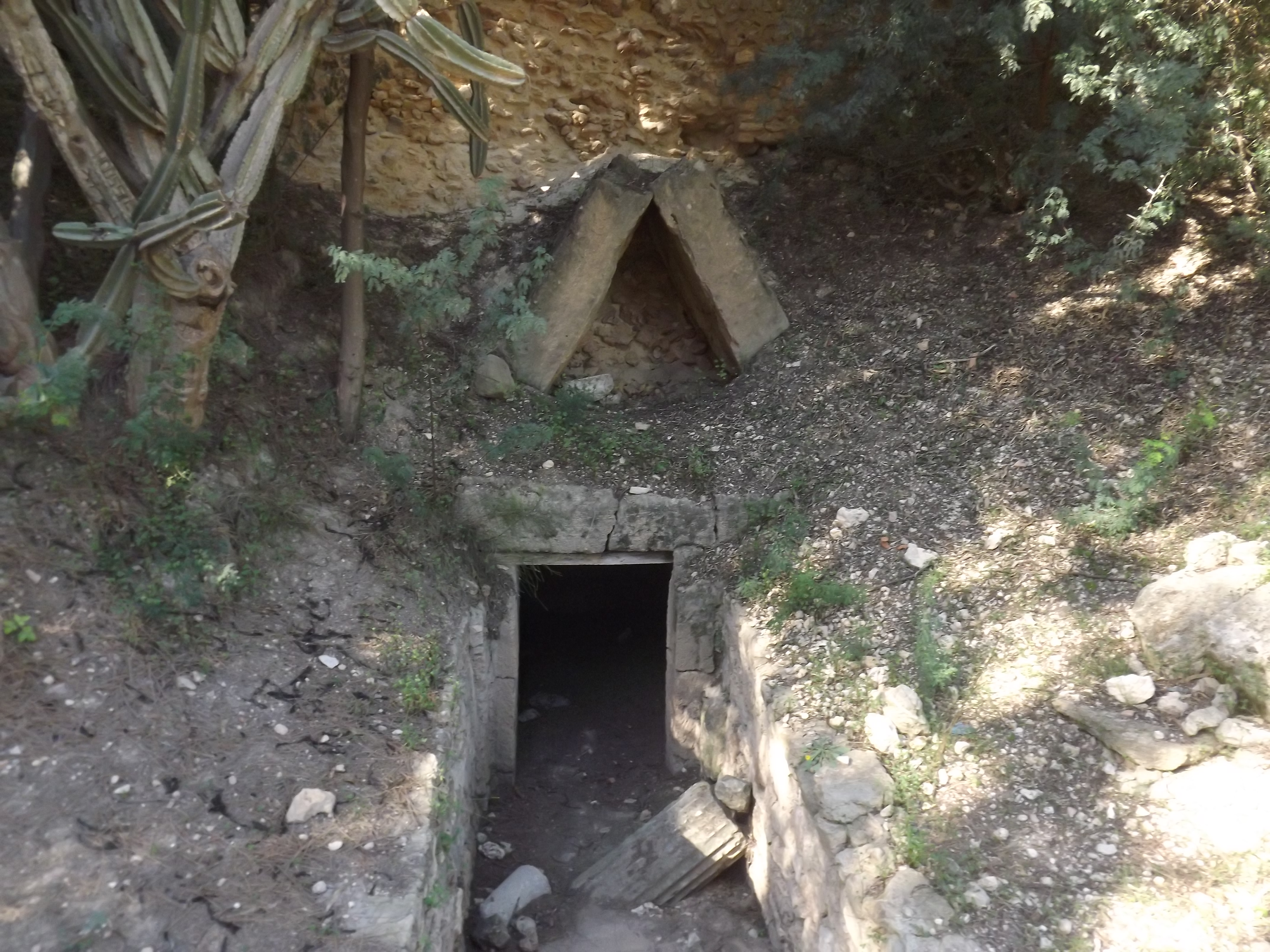
Accès d'une tombe à dromos dans le parc des thermes d'Antonin (image d'illustration).

L'accès aux chambres se fait soit par des puits soit par des accès de type dromos. À partir du VIe siècle av. J.-C., les tombes à puits d'une profondeur variée apparaissent à Carthage. Les puits sont profonds en moyenne de 12 mètres dans la nécropole de Sainte-Monique mais peuvent être beaucoup plus profonds, jusqu'à 27 mètres. La profondeur des puits est une question de sécurité contre les voleurs mais aussi de prestige, voire obéit à des motifs religieux. Des entailles réalisées dans le puits permettent aux personnes souhaitant monter ou descendre de poser les pieds .

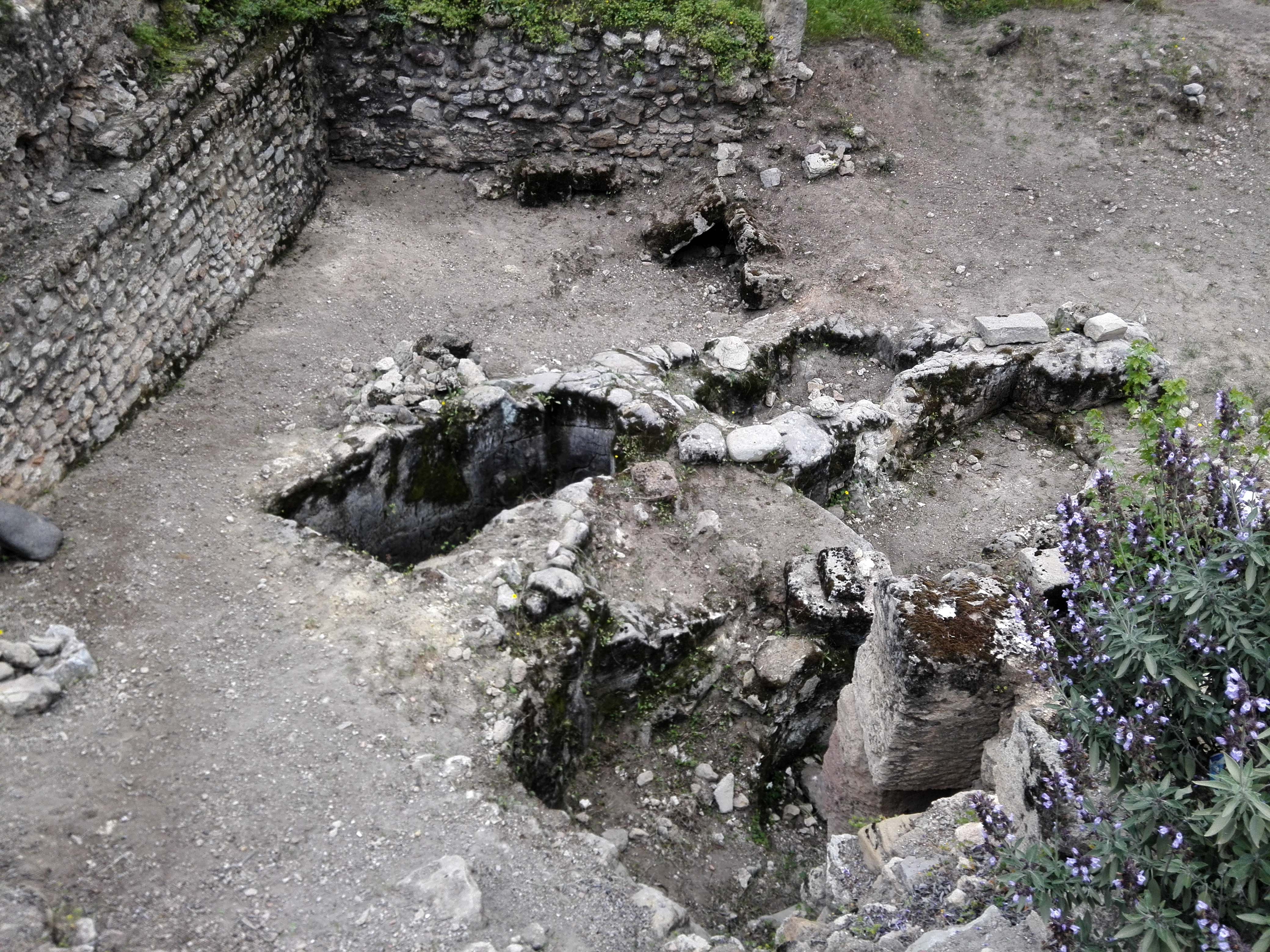
Groupes de tombes à puits dans le parc archéologique des thermes d'Antonin (image d'illustration).

Les tombes ont été creusées avec plus ou moins de soin et l'ont été en prenant en compte la nature de la roche. Le sol peut être constitué de roche, terre battue ou sable. La baie d'accès aux chambres funéraires de 1,32 mètre sur 0,63 mètre peut comporter une console sculptée dans la roche. Les murs des chambres funéraires sont taillés soigneusement, enduits de stuc avec parfois de la poudre de marbre. Certaines parois sont pourvues d'un décor d'enduits de stuc, et Alfred Louis Delattre a noté une corniche à l'entrée d'une chambre voire dans les chambres. Le plafond des tombes les plus riches peut éventuellement posséder un lambris de bois, comme dans la tombe de Yada'milk constitué de bois d'essences variées des forêts de Kroumirie ou de Cyrénaïque mais au caractère imputrescible. Les puits peuvent peu à peu comporter plusieurs chambres funéraires, destinées par exemple à des couples. Ces chambres mesurent 2,20 mètres sur 2,80 mètres sur une hauteur de 1,90 mètre.
Les « monuments extérieurs » avaient disparu lors des fouilles. Il y a peut-être eu dans la nécropole des édifices monumentaux, des mausolées comme celui de Dougga, Sabratha ou le Medracen parmi d'autres exemples parvenus jusqu'à nous ; en effet des éléments d'architecture ont été retrouvés lors des fouilles sur le site d'Ard el-Khéraïb ou de Byrsa. Alfred Louis Delattre a décrit un édifice recouvrant plusieurs puits funéraires. La ville peut disposer durant l'Antiquité de carrières situées non loin ; en effet les pierres peuvent être transportées depuis les carrières du cap Bon à travers le golfe de Tunis, puis taillées sur place.
L'emplacement de la sépulture est marqué par une pierre ou un cippe, pourvu ou non d'inscriptions destinées à « prolonger le souvenir du défunt ». Des stèles anthropomorphes utilisées à partir du IVe siècle av. J.-C. ont été retrouvées, figurant un personnage dans une attitude de prière. Les inscriptions funéraires ont été retrouvées surtout dans le « quartier aristocratique de la Ville des Morts ». Ces épitaphes sont parfois gravées sur des dalles incrustées à l'entrée des tombes et destinées à les fermer, sur des tablettes de pierre encastrées en forme de « parallélépipède rectangle », ce sont de « remarquables spécimens de calligraphie punique ».

### Redécouverte

#### Fouille ancienne

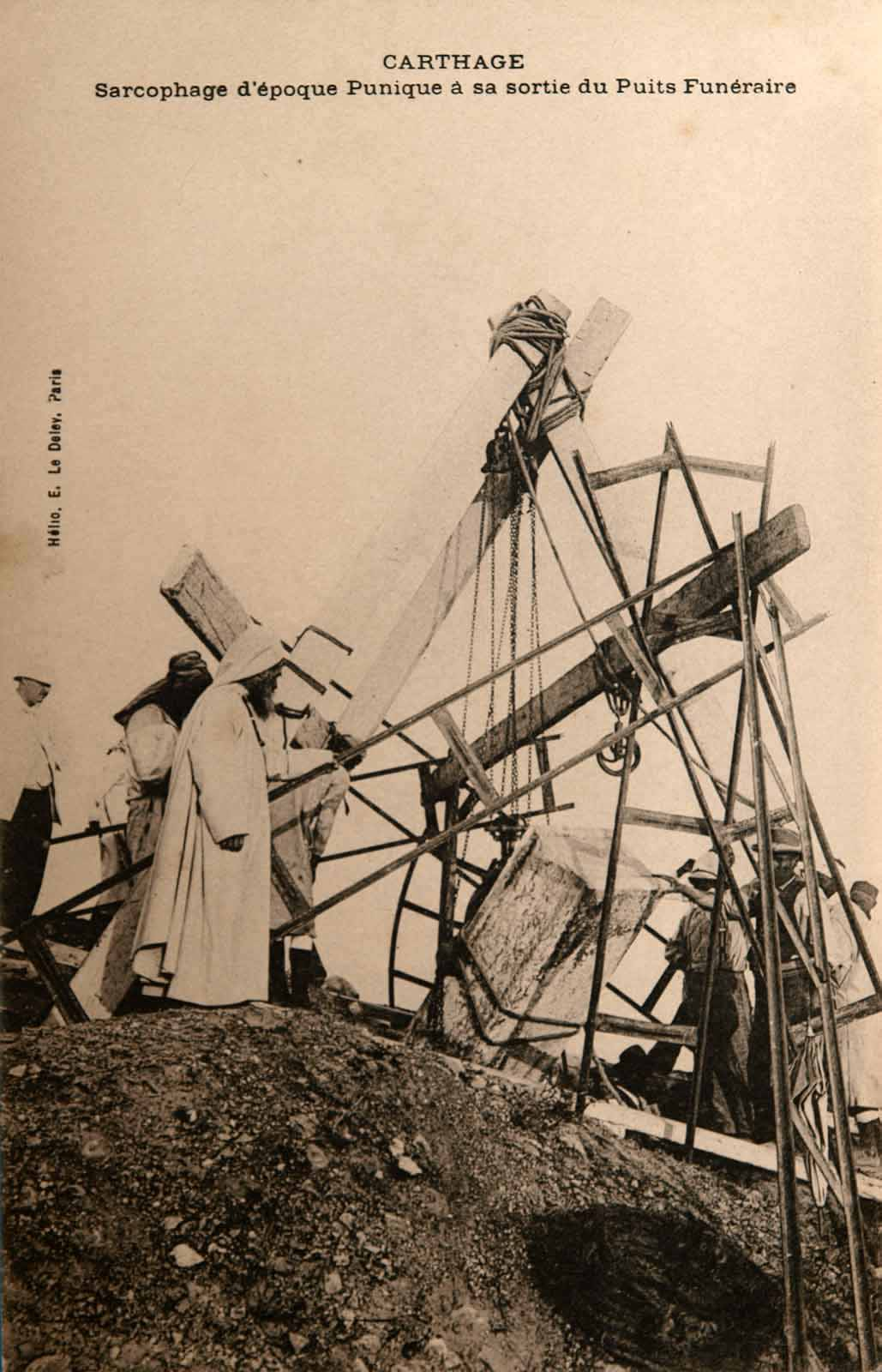
Carte postale ancienne figurant la sortie d'un sarcophage lors des fouilles de la nécropole par Alfred Louis Delattre.

À partir de 1878 et jusqu'en 1906, les nécropoles de Carthage sont fouillées par Alfred Louis Delattre : la colline de Junon, Byrsa, Douïmès, Bordj Djedid et Sainte-Monique sont explorées. Paul Gauckler explore une partie des nécropoles en parallèle et dans un contexte de rivalité avec le père blanc. Les fouilles archéologiques sont souvent « prétexte à des cérémonies mondaines ».
La nécropole des Rabs est découverte en 1897, même si des tombes sont signalées avant cette date par des « chercheurs de pierres ». Le site est fouillé par son découvreur de façon « intensive et exclusive » entre 1898 et 1905 ou 1906, et avec une « rapidité déconcertante ». Les fouilles se sont déroulées dans des conditions déplorables au vu des conditions actuelles mais conformes en tous points à ce qui se pratiquait au début du XXe siècle. L'architecture des sépultures n'est que très peu étudiée. Alfred Louis Delattre place ses ouvriers sur plusieurs zones d'un même secteur et livre une conclusion générale par secteur.
Le service des armées lève un plan dès 1898. Un plan partiel est également publié dans un numéro de la revue Cosmos en 1904. Cependant, certains considèrent Delattre comme fautif du fait de son amateurisme, car aucun plan complet de la nécropole n'a été levé. La finalité des fouilles est de dégager du matériel funéraire afin d'« enrichir les collections [du] musée », ces campagnes livrant en effet « un immense butin ».
Les fouilles sont financées alors par l'Académie des inscriptions et belles-lettres. Le fouilleur l'alerte périodiquement de l'avancement de ses travaux, et fait des rapports sur les sarcophages, ce qui permet de livrer des détails disparus depuis. La « vente des doubles sans grand intérêt » constitue également une ressource. De nombreux éléments de céramique ordinaire sont également détruits « délibérément ».

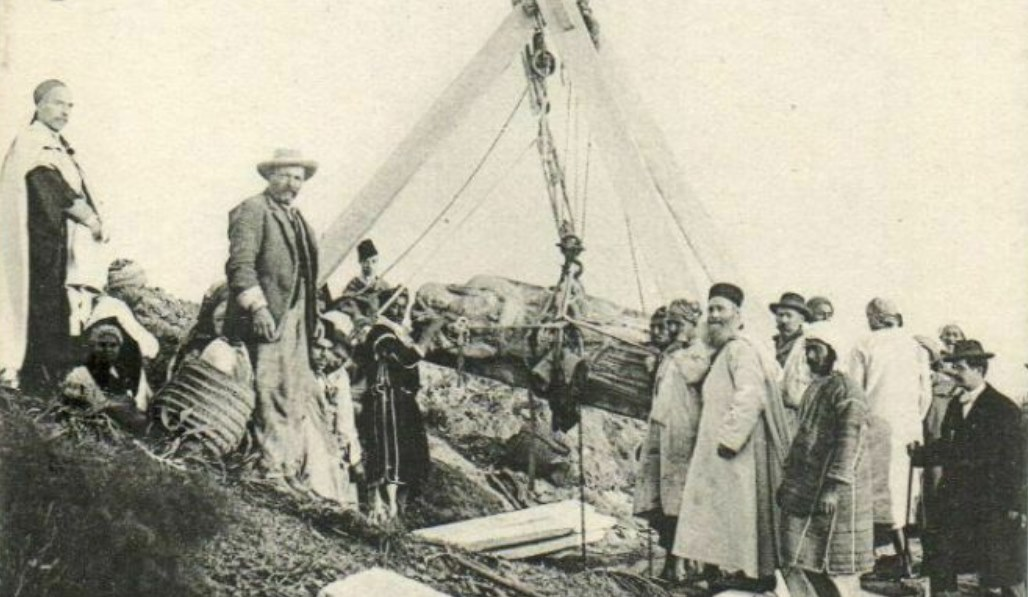
Sortie d'un sarcophage anthropomorphe dans la nécropole des Rabs, avec le père Delattre au premier rang à droite.

En novembre 1898, le fouilleur retrouve un sarcophage de marbre peint, puis un second en mai 1901. Le 25 novembre 1902, au fond d'un puits profond de 12 mètres, le fouilleur découvre un sarcophage de femme se cachant le visage à l'aide d'un voile et qui abrite deux corps, et aussi celui du prêtre. Une sépulture abritant deux sarcophages a été fouillée également en novembre 1902, mais a été violée. Les couvercles ont été brisés par les voleurs mais sans endommager les visages des personnages. Le sarcophage masculin porte au moment de la découverte la trace d'un long insigne interprété comme celui de la dignité du personnage selon le fouilleur. La femme inhumée dans le second sarcophage devait être âgée, au moment de son décès, car la dentition était abîmée. Les deux sarcophages sont photographiés et ouverts sur place, avant d'être amenés au musée Lavigerie le 27.
Le 4 novembre 1904, un sarcophage en marbre représentant un prêtre est retrouvé, la tombe livrant un coffret d'ivoire avec des objets de bronze. Au total, Alfred Louis Delattre découvre treize sarcophages dans la nécropole dont quatre avec des statues et les autres « de type architectonique ».

#### Postérité, fin de la fouille et nouvelles études à la fin duXXesiècle
Alfred Louis Delattre propose d'offrir l'un des sarcophages au musée du Louvre, le choix devant être opéré par l'institution entre diverses œuvres. L'administration demande à faire entrer deux sarcophages dans ses collections, ce départ est accepté par Delattre et le service des antiquités et des arts de Tunisie. Le musée du Louvre accueille les œuvres en 1906. Une copie en plâtre est déposée alors au musée de Carthage. Les sarcophages du prêtre et de la prêtresse sont exposés « dressés dans la salle punique du musée Lavigerie où ils produisent grand effet ».
La découverte fait sensation et l'enthousiasme des spécialistes est immédiat, ainsi Paul Gauckler qui qualifie le sarcophage de la prêtresse de « la plus grande importance pour l'histoire de l'art antique ». Le même signale l'analogie du sarcophage du prêtre avec un sarcophage découvert sur le site archéologique étrusque de Tarquinia dès 1909 dans le Bulletin des antiquaires de France, même si l'étude comparative est menée ultérieurement par Jérôme Carcopino.
Les trouvailles sont publiées par Alfred Louis Delattre dans la revue Cosmos ou dans les Comptes rendus de l'Académie des inscriptions et belles-lettres, voire dans d'autres publications « de moindre importance, aujourd'hui introuvables ». Les figures de terre cuite sont déposées au musée de Carthage mais non cataloguées, d'autres rejoignent le musée du Bardo par l'entremise de la Société des amis de cette dernière institution culturelle.

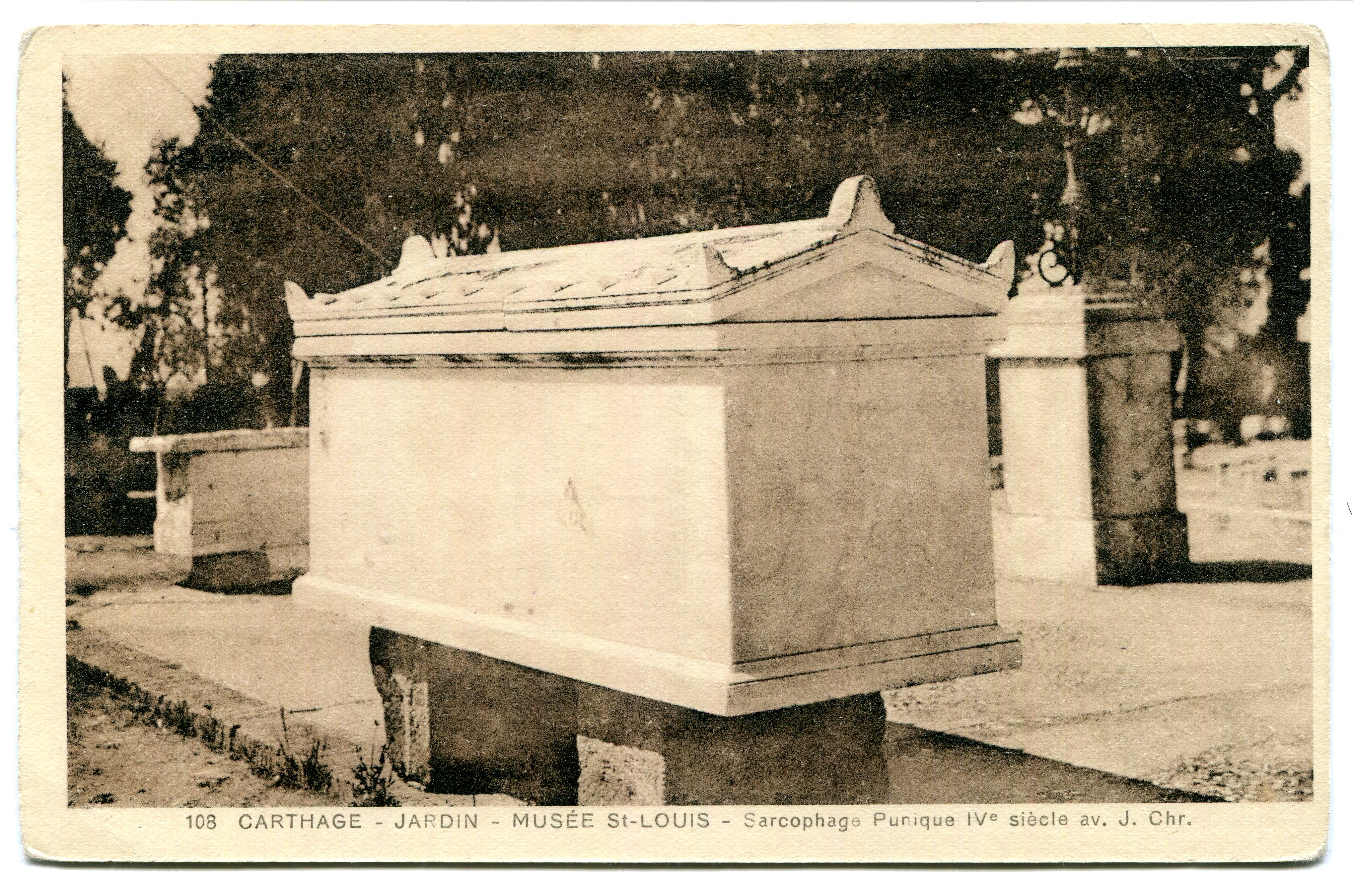
Carte postale ancienne d'un sarcophage dans la cour du musée de Saint-Louis, actuel musée national de Carthage.

Le site est remblayé grossièrement après les fouilles et abandonné, « on perdit jusqu'à la trace de son existence et de son emplacement ». Des fouilles d'urgence sont menées en 1950 puis 1951, une autre en 1967 sur le chantier d'une villa permet de fouiller treize tombes dont le matériel est daté du IVe-IIIe siècle av. J.-C. Des travaux dans la zone du palais présidentiel de Carthage dans les années 1990 laissent apparaître des vestiges puniques mais sans fouilles.
Le dossier des nécropoles puniques de Carthage est rouvert par Hélène Bénichou-Safar qui publie la seule synthèse sur le sujet, Les tombes puniques de Carthage, en 1982. Son étude permet de réunir « la documentation éparse à disposition ». Cependant, Bénichou-Safar effectue un recensement et ne propose pas d'interprétation chronologique. Par ailleurs, les fouilles menées sur la colline de Byrsa dans les années 1970 dans le cadre de l'action de l'Unesco « pour sauver Carthage » permet des fouilles méthodiques de sépultures puniques datées du VIIe-VIe siècle av. J.-C..
Une partie méconnue de la nécropole est signalée en 2015, à la suite de fouilles préventives préalables à la construction d'une villa aux abords du palais présidentiel et de la villa Baizeau de Le Corbusier. Les vestiges non fouillés par manque de moyens semblent toutefois préservés.

## Mobilier funéraire et artefacts divers

### Artefacts à finalité magique ou fonctionnelle
Parmi les artefacts retrouvés lors des fouilles, on trouve à la fois des éléments « fonctionnels » que d'autres destinés à leur assurer « une protection magique ». Certains objets déposés avec les défunts ont comme objet d'identifier les défunts, d'assurer leur survie, de les protéger des « esprits malfaisants » avec des objets apotropaïques ou protecteurs, voire d'assurer leur bien-être ou de constituer des dons gratuits d'offrandes individuelles. Certains objets étaient destinés aux cultes chtoniens et à la liturgie funéraire.

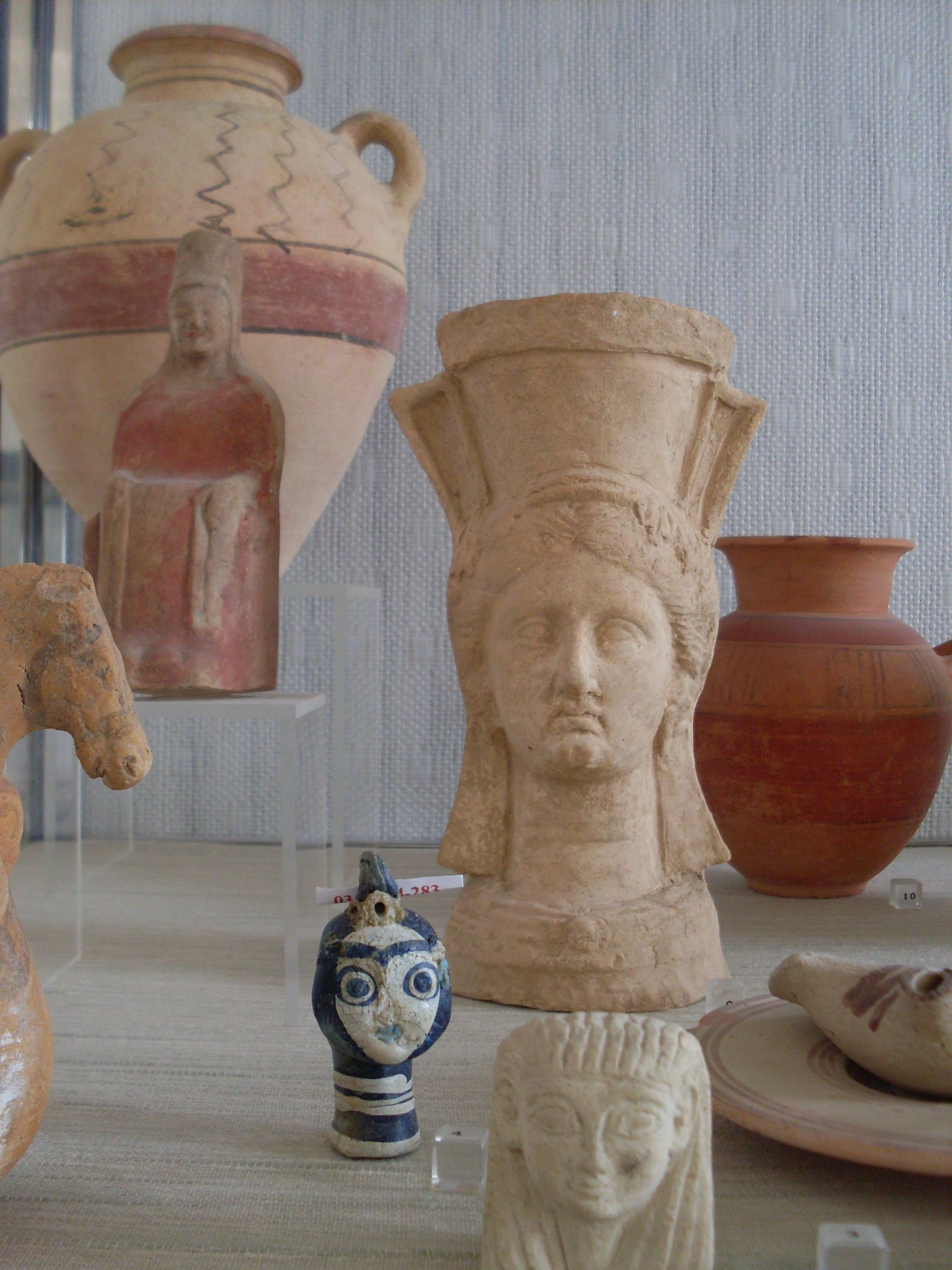
Sélection de divers objets dont des céramiques issues des fouilles des nécropoles de Carthage, vitrine du musée national de Carthage.

Le mobilier funéraire comportait « six pièces classiques » : une lampe, une patère, deux jarres et deux œnochoés. Des aliments sont figurés par des représentations en argile. Les sépultures féminines comportent de nombreux éléments liés à la beauté : boîtes à fard, fioles à parfum, bijoux ou encore parures destinés à « une dernière toilette ». Le mobilier funéraire change au cours du temps, passant d'une influence égyptisante à une influence hellénique. Les sépultures deviennent luxueuses au IVe siècle av. J.-C. avec la présence de monnaies, constituant peut-être une obole à Charon. Salah-Eddine Tlatli considère après Stéphane Gsell que les pratiques funéraires restent orientales même si « superficiellement teintées par la vogue passagère de certaines modes hellénisantes ». Tlatli évoque un cosmopolitisme de la cité avec des « courants d'influence grecque, égyptienne, phénicienne, étrusque ou libyque ».
Les fouilles ont livré un mobilier divers dans des niches ou sur les sarcophages, voire le long du corps : vases et céramiques diverses, statuettes, amulettes, bijoux, sarcophages, ossuaires et stèles. Les parures, « objets souvent fort beaux », avaient comme premier but un objet phylactère.
Les céramiques peuvent être soit de provenance locale, parfois de qualité médiocre, soit importées. Les bijoux peuvent être en métal précieux et comporter des pierres diverses. La pâte de verre est également répandue. Les sépultures peuvent contenir aussi des éléments de fer, bronze et plomb. Les tombes comportent également des monnaies à partir du IVe siècle av. J.-C., en relation avec les contacts avec la Sicile grecque. Les défunts sont accompagnés également d'aliments dans des poteries et de nécessaires de toilette. Parmi les céramiques, on trouve des biberons et des askoi, et également des lampes de type grec. On trouve également des poteries grecques comme des plats ornés d'une figure féminine de profil ; ces types ont donné lieu à des imitations locales. Des statuettes issues des ateliers de coroplathie font également partie du mobilier ordinaire. Ce mobilier funéraire porte parfois des inscriptions.

Amulette de pâte de verre posée sur une céramique partiellement conservée, photographie issue de la campagne de l'Unesco Pour sauver Carthage.

Des amulettes de pâte émaillée ou masques de pâte de verre multicolore hauts de 5 centimètres à 7 centimètres, « véritables bijoux de verre » cohabitent avec des scarabées d'inspiration « égypto-asiatique ». Les amulettes de pâte de verre sont alors portées comme pendentifs et réalisées sur des noyaux sur place à partir du IVe siècle av. J.-C. au moins. Elles comportent peut-être des représentations de divinités, Tanit, Ba'al Hammon ou Eshmoun.
Le secteur a livré des statues de marbre d'époque romaine représentant Cérès et Esculape, ainsi que des éléments d'architecture et d'inscriptions déposés au musée national de Carthage par Alfred Louis Delattre. La même zone a livré dans les années 1920 une favissa contenant des statuettes de terre cuite d'époque punique représentant Déméter et également des brûle-parfums anthropomorphes. Les brûle-parfums anthropomorphes sont datés du IIIe siècle av. J.-C. et liés au culte de Déméter selon Hélène Bénichou-Safar. Des statuettes de musiciennes ont été retrouvées : joueuse de tympanon ou de lyre.

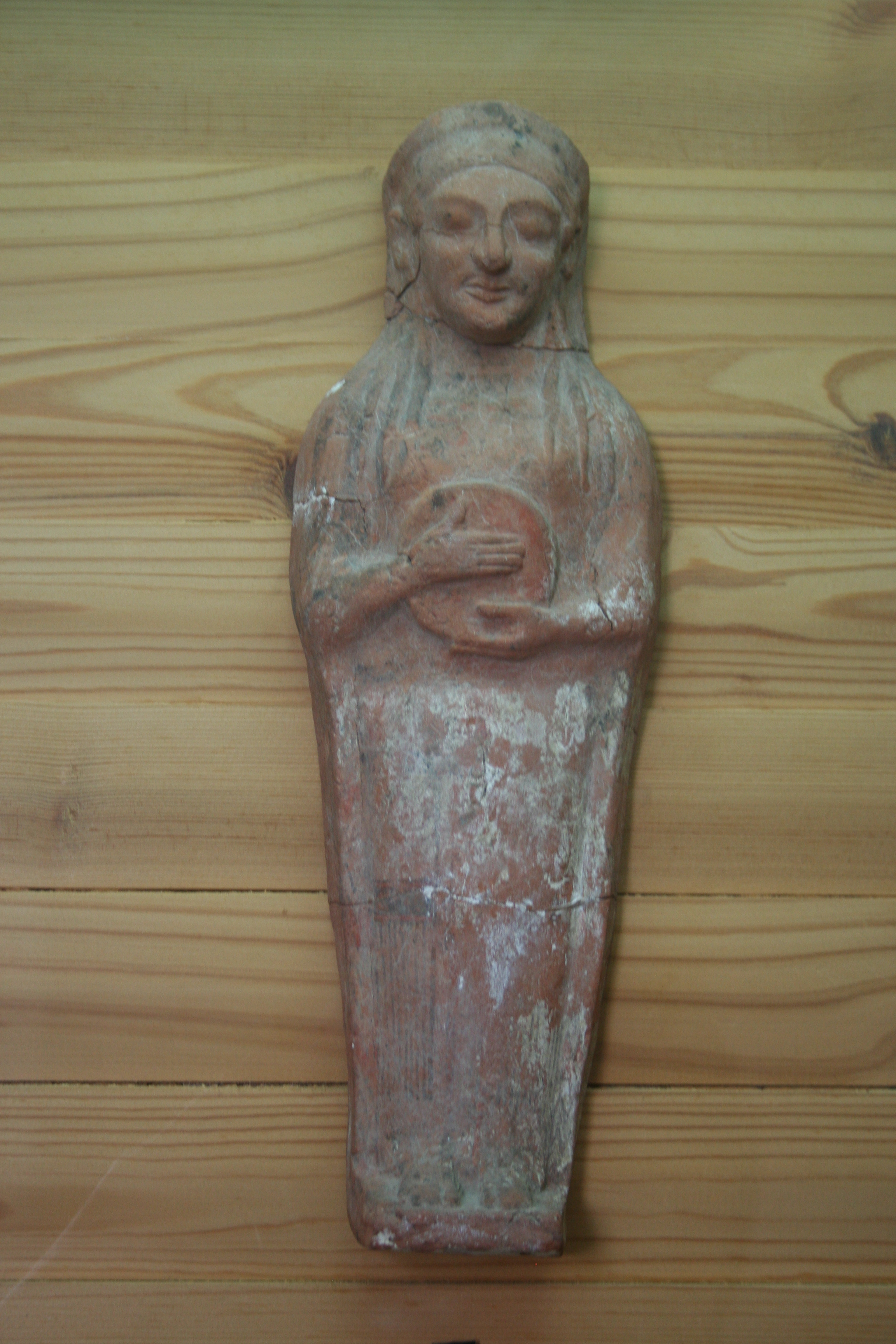
Figure en céramique d'une joueuse de tambourin au musée national du Bardo.

Une autre terre cuite figurant une Néréide sur un hippocampe a également été découverte. Des représentations de fruits ont été retrouvées tout comme des statuettes d'animaux. Ces représentations symbolisent de véritables fruits offerts aux divinités ou destinés aux défunts. Il y avait également des animaux sacrifiés lors des funérailles. Les offrandes sont symboliques et peuvent porter témoignage de banquets funéraires.
Les sépultures ont livré des objets d'or, argent, bronze, ivoire et céramique de grande qualité. Peu de bijoux en or ont cependant été retrouvés. Certains objets en ivoire mis au jour nécessitaient « un véritable talent de la part du tailleur ».
Les tombes ont permis de découvrir aussi des coquillages de type pecten, des objets en os ou ivoire dont une cuiller à fard, des quenouilles et des fusaïoles. Des disques de bronze, des rasoirs qui sont parfois munis d'une inscription, des aiguières de bronze « de style sinon de fabrication grecque » et des statuettes de petits personnages ont été retrouvés.
Les œufs d'autruche et les protomés faisaient partie également du mobilier funéraire. Les œufs sont « un symbole universel de vie ». Ces œufs d'autruche sont parfois peints en rouge et noir. La couleur rouge est due à l'emploi d'hématite rouge et de silice.
Des inscriptions ont également été retrouvées sur des vases qui ont souvent disparu mais aussi sur des « plaques de calcaire blanc et noir ». Le musée de Carthage conserve une collection d'épitaphes. Les épitaphes funéraires contiennent le nom et la filiation des défunts, sa profession ou rôle public ; dans celles des femmes le nom de leur époux était mentionné,.

### Vestiges d'objets en matière organique
Les fouilles ont livré des restes d'objets en matière organique sur les sarcophages de pierre : corbeilles de vannerie, semelles de sandales ou couronnes végétales. Les défunts peuvent être posés sur des catafalques de bois mais sur leur utilisation n'est que plausible, et aucun exemplaire n'a été retrouvé.
Les tombes ont contenu des objets en bois, dont des cercueils munis de poignées de bronze. Ils peuvent être munis d'éléments de décor en ivoire. Cette pratique débute au VIIe siècle av. J.-C. mais se généralise sur le site de la nécropole de Sainte-Monique. Le bois s'est de manière générale mal conservé à Carthage, cependant il est attesté que l'un des cercueils était une réutilisation d'un ancien bahut à l'intérieur couvert d'argile. Des bahuts à destination funéraire dès le départ ont existé et certains exemplaires de bahuts ont été retrouvés à divers endroits du Sahel et du cap Bon, dont Ksour Essef, Thapsus et Mahdia. Les caisses possédaient des pieds larges et un couvercle articulé, les Carthaginois étant « de remarquables menuisiers ». Les cercueils de la nécropole des Rabs sont chevillés au moyen de plomb et peints ou sculptés, étant inspirés des méthodes utilisées dans les sarcophages de marbre. Les cercueils détruits ont laissé dans les tombes de la « poussière ligneuse » et des accessoires. L'empreinte colorée d'un cercueil anthropoïde a en effet été retrouvée dans la nécropole, dans « une tombe, pourtant banale », avec une statue en haut-relief, peut-être d'une femme. La description rappelle la découverte faite dans la nécropole d'Arg el-Ghazouani, près de Kerkouane. Les cercueils étaient l'« apanage d'une classe privilégiée ».

## Monuments funéraires

### Ossuaires

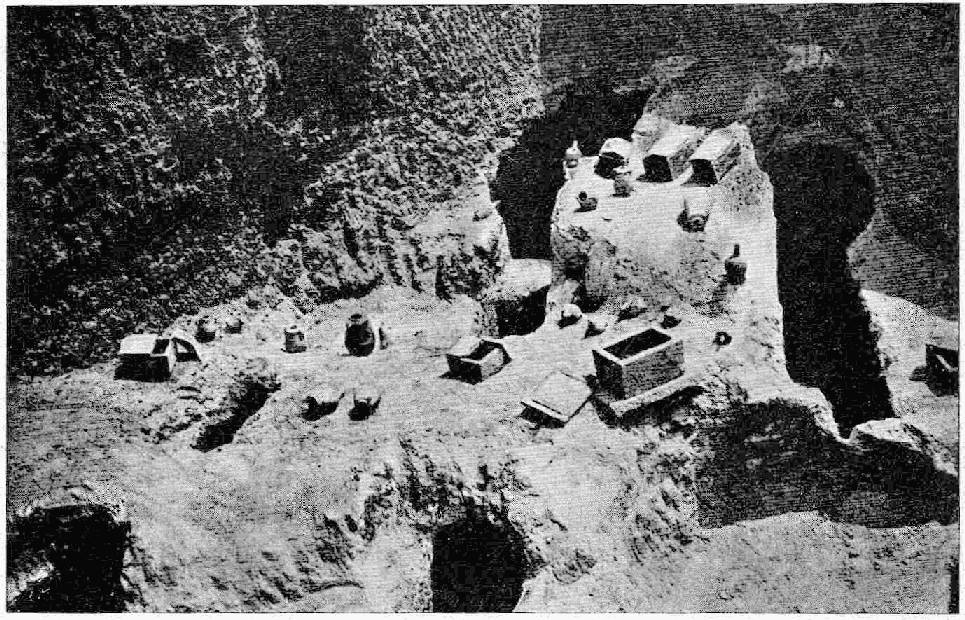
Photographie ancienne des fouilles d'une nécropole de Carthage non identifiée avec divers artefacts dont des ossuaires et des céramiques (image d'illustration).

Plus de 1 000 coffres ossuaires ont été trouvés à Carthage.
Les ossuaires trouvés dans la nécropole peuvent être en albâtre. Les ossuaires sont influencés par les coffres de bois, comme ceux de Ksour Essef. Certains ossuaires peuvent être en bois de cèdre ou autres essences, et déposés dans des auges.
L'ossuaire dit du tombeau de Ba'alshilek le rab porte l'image d'un personnage identifié comme un dignitaire religieux,. Daté du IIIe siècle av. J.-C. et conservé au musée de Carthage, il figure sur son couvercle en haut-relief un personnage avec barbe et moustache, avec une épitoge, un « insigne sacerdotal ». La main droite effectue un geste de prière. L'objet mesure 0,28 mètre sur 0,48 mètre pour une épaisseur de 0,21 mètre. L'ossuaire est considéré comme l'imitation du sarcophage du prêtre, car il est dans la même posture et vêtu de façon similaire aux grands sarcophages. Cet artefact a été découvert en 1898,. Les attributs des personnages masculins des sarcophages et ossuaires sont répandus dans l'art carthaginois du IVe siècle av. J.-C. au IIe siècle av. J.-C.. Un autre ossuaire en calcaire représente un prêtre en relief plat, installé sur deux coussins.

### Sarcophages
La sculpture punique en général est mal connue et ce qu'on en sait est lié aux découvertes en contexte funéraire.
Les fouilles de la nécropole des Rabs ont livré une quinzaine de sarcophages d'influence grecque, datés du IVe – IIIe siècle av. J.-C., qui ont des parallèles en Italie du Sud et à Athènes. Le site a livré également des éléments ayant subi des influences égyptiennes, étant en forme de momie. Hélène Bénichou-Safar date les sarcophages de la fin du IVe au milieu IIIe siècle av. J.-C..
Les sarcophages sont en calcaire monolithe et décorés. Les sarcophages tranchent avec l'art funéraire habituel des Carthaginois, réalisé en calcaire local et ordinairement non lié à des considérations esthétiques. Ils sont réalisés à la surface et descendus dans les puits au moyen de cordages.
Les sarcophages retrouvés ont pu être en bois, grès, pierre et marbre. Certains sarcophages de bois sont fragmentaires et parfois seule la trace a été retrouvée. Les fouilles ont permis d'en retrouver des éléments, fragments, ferrures et poignées. Les sarcophages de grès coquillier sont d'un type ancien. Un sarcophage de pierre porte sur le couvercle une figure de prêtre la tête sur un traversin.

#### Sarcophages en forme de temple grec

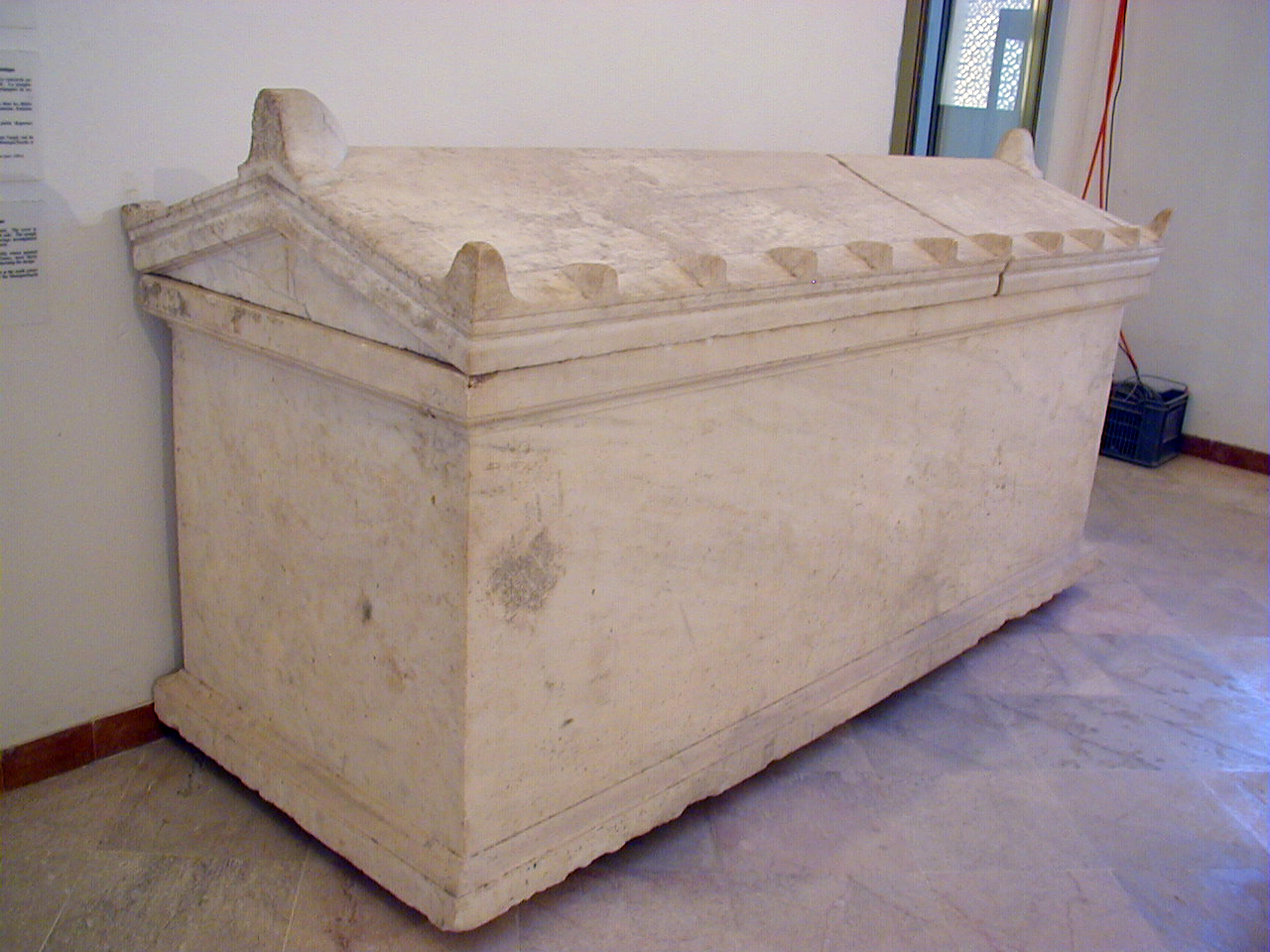
Sarcophage en marbre conservé au musée national de Carthage.

Certains sarcophages dénotent une influence grecque avec une cuve rectangulaire et un couvercle semblable à un toit. Ils ont en effet l'aspect d'un temple grec avec des acrotères et frontons pourvus de peintures effacées après leur découverte. Ils ont peut-être été réalisés à Carthage par des Grecs immigrés,. L'origine grecque est probable mais destinée à des commanditaires puniques. Le sarcophage, cuve et couvercle, forme « l'image de la demeure du mort ».
Certains sarcophages étaient de marbre blanc ou de calcaire dont le plus grand mesurait 2,75 mètres sur 1 mètre pour un poids de peut-être 5 tonnes. Ils ont pu être ornés de peintures ou de sculptures, et les frontons ont pu être pourvus de moulures. Les décors identifiés concernent un génie ailé, Scylla entourée de ses chiens, et des sphinx affrontés.

#### Sarcophages au couvercle sculpté

##### Généralités
L'usage des sarcophages par les Phéniciens est très ancien et s'inspire de l'Égypte antique,. Le sarcophage consistait en une protection pour le défunt, à ajouter au linceul et au cercueil selon « la mode égyptienne des multiples enveloppes du défunt ».
Les sarcophages anthropoïdes sont la catégorie « la plus originale et la plus somptueuse », et la série comporte quatre œuvres au couvercle sculpté et peint, en calcaire ou en marbre. Les peintures des sarcophages ont disparu après leur redécouverte du fait de l'exposition à l'air et seules des traces de couleurs sont désormais conservées. Ces œuvres sont remarquables « par leur masse, par la qualité des sculptures ». Une des œuvres possède un couvercle et la cuve a été scellée par du fer et du plomb. Le couvercle a comporté soit des poignées soit pouvait être muni de cordes.
Les sarcophages sont en très haut-relief et représentent des « statues couchées de personnages figurés debout sur un socle de pierre fixés dans une pose hiératique ». Le mort est figuré debout mais en position horizontale,. Les personnages ont été interprétés comme des prêtres ou prêtresses selon leurs vêtements. Leurs gestes sont, pour les femmes, « conventionnels » et pour les personnages masculins en train d'accomplir un geste de prière ou d'oraison selon Serge Lancel.

##### Sarcophages anthropoïdes de Carthage

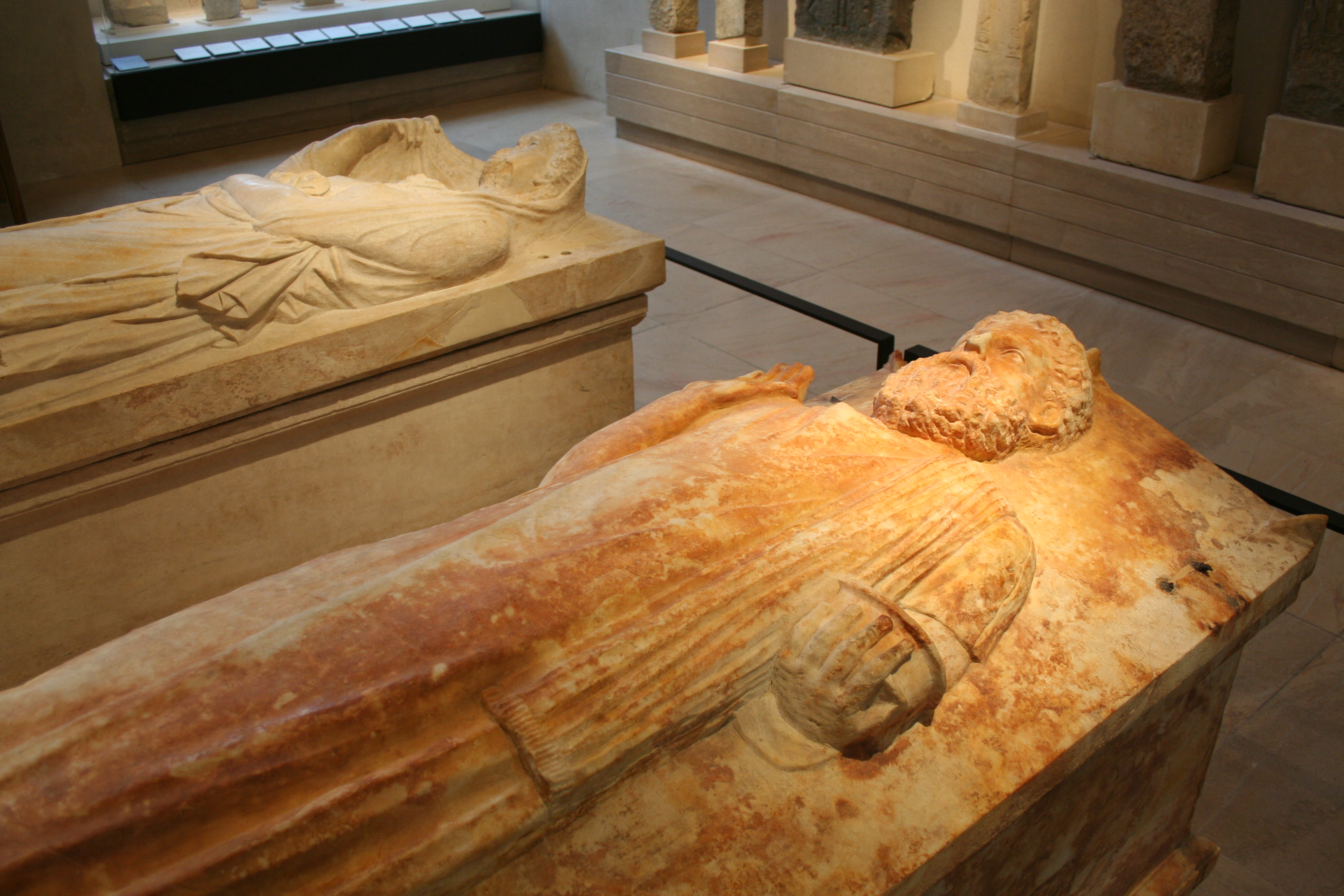
Sarcophages de la nécropole des Rabs conservés dans la salle de Carthage du musée du Louvre.

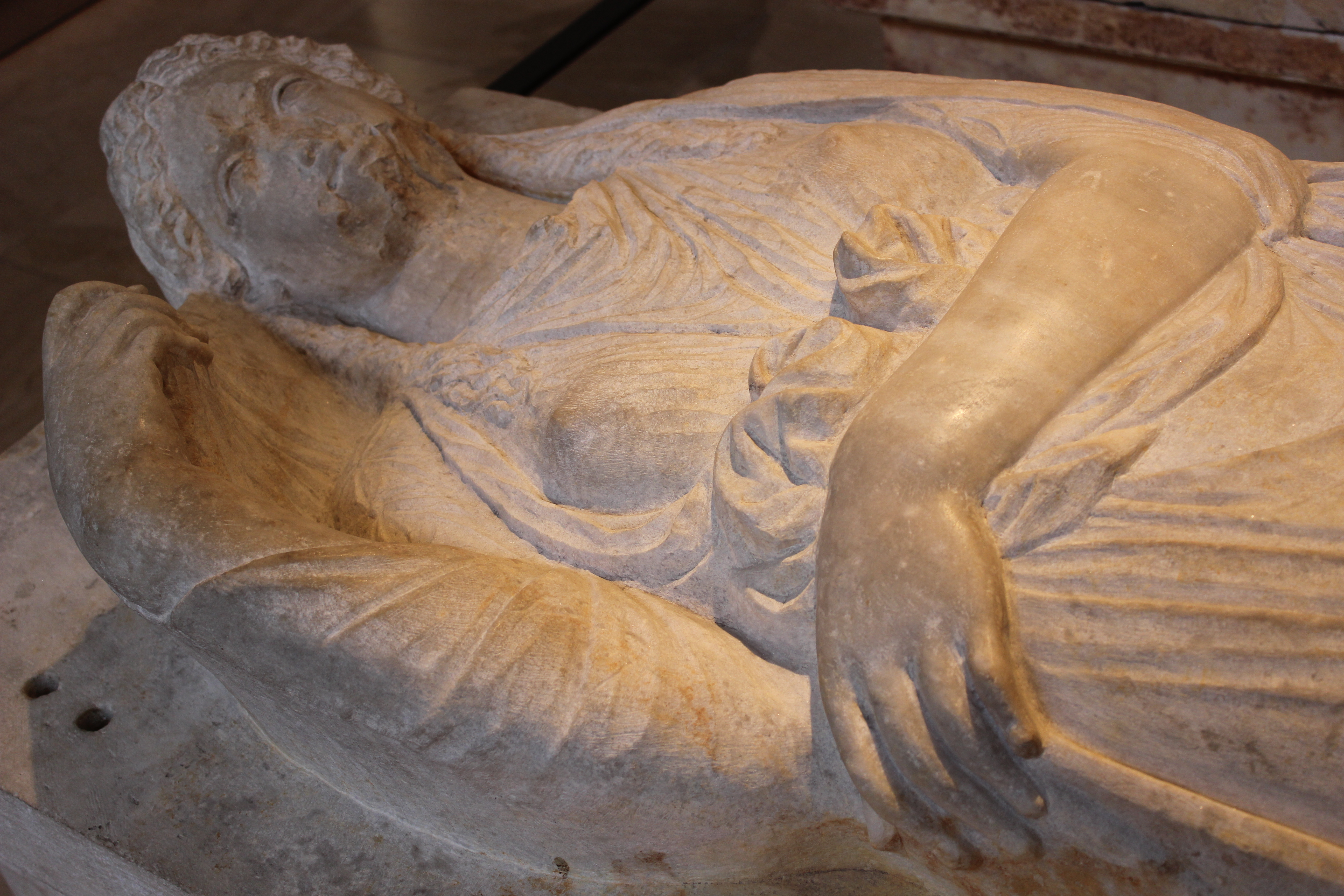
Détail du sarcophage de la prêtresse de Carthage au Louvre.

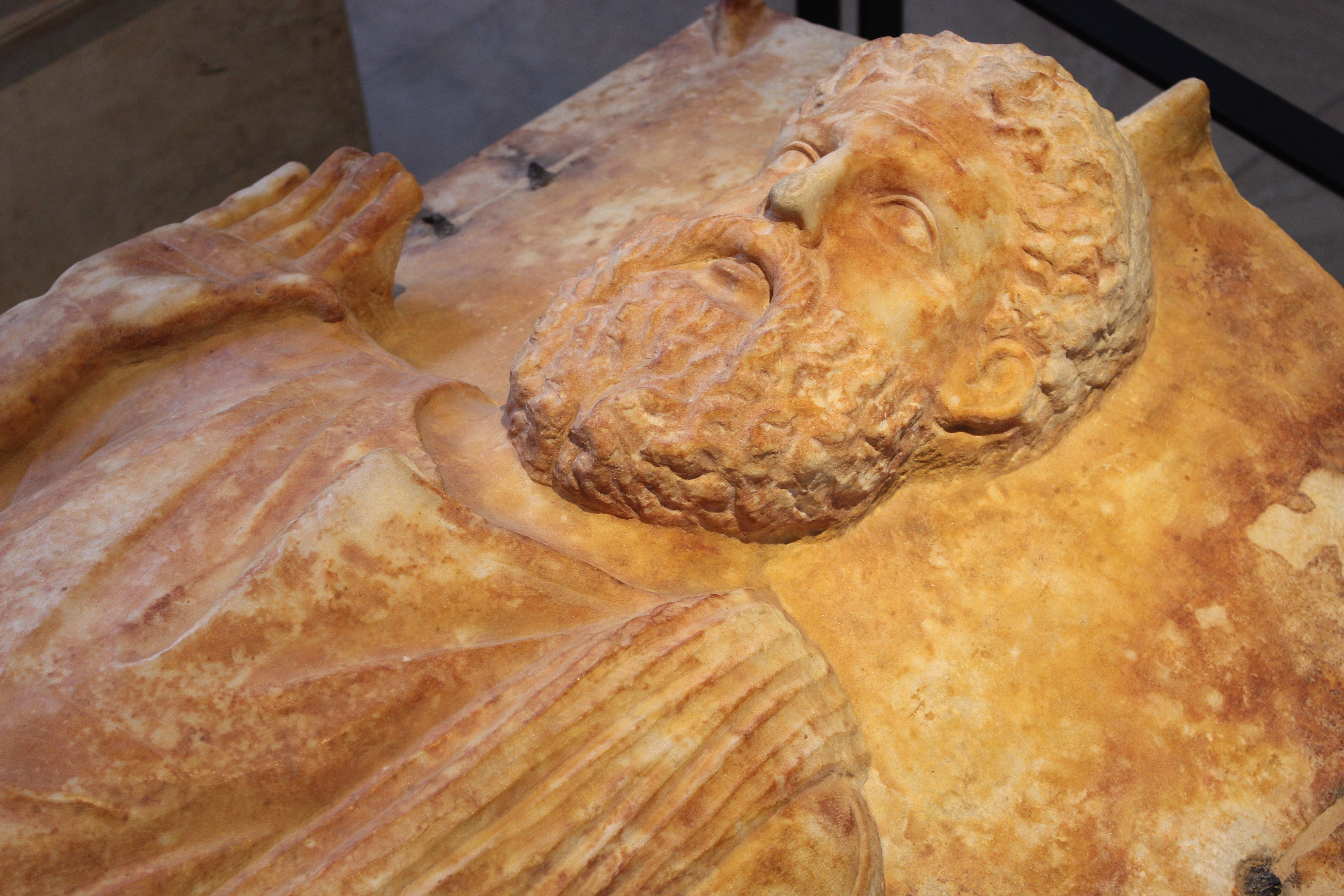
Détail du sarcophage du prêtre au Louvre.

Parmi les quatre sarcophages, deux représentent un personnage masculin et deux représentent un personnage féminin. Un caveau qui a livré un sarcophage de prêtre a aussi livré le sarcophage dit de la prêtresse ailée. La même tombe du prêtre et de la prêtresse contenait une autre chambre funéraire dans laquelle ont été trouvés des restes de six cercueils et six ossuaires de pierre dont l'un avait un « couvercle d'occasion » de marbre.
Deux sarcophages figurent un personnage masculin interprété comme un prêtre vêtu d'une tunique, la main droite levée en guise d'adoration ou d'oraison et la main gauche pourvue d'une cassolette d'encens,. Le geste de prière est fréquent dans la civilisation carthaginoise. Le visage du prêtre est calme, « grave et solennel », d'une « expression de sérénité majestueuse ». La représentation en ronde-bosse et l'usage de la peinture donnent à l'œuvre une « expression de vitalité extraordinaire ». L'homme porte une robe et une épitoge sur l'épaule. Le sarcophage du prêtre a été scellé au fer et au plomb. Le mort avait à ses côtés une tige, peut-être l'« indication d'un insigne ». Le sarcophage conservé à Carthage est en haut-relief et représente un personnage barbu vêtu d'une longue tunique. L'œuvre est datée de la fin du IVe siècle av. J.-C. et du début du IIIe siècle av. J.-C.. Le sarcophage conservé au Louvre mesure 1,80 mètre.
Le sarcophage de femme dit sarcophage de la dame, conservé au musée du Louvre, est « une stèle à fond plat ». L'inspiration de l'œuvre est grecque. Ce sarcophage en ronde-bosse laisse voir une prêtresse qui se couvre avec un voile, selon une parenté stylistique évidente avec des œuvres grecques du IVe siècle av. J.-C.. L'« attitude pleine de pudeur et de grâce » de la jeune femme est soulignée par Antoine Héron de Villefosse, l'œuvre étant travaillée et la personne représentée vivante.
Le sarcophage de la prêtresse ou sarcophage de la prêtresse ailée, en marbre blanc, est « le plus remarquable » de la série et porte une femme avec des ailes d'oiseaux figurant peut-être la déesse Tanit ; l'une des mains tient une colombe la tête en bas en signe de deuil et l'autre main un vase à parfum ou un coffret, avec « un air de majesté et de grandeur ». La femme est voilée. Elle porte une coiffure égyptienne et les ailes semblent rappeler les attributs d'Isis ou Nephtys. Le voile à tête de faucon la couvre. Les ailes se croisent sur les genoux et le bas du corps a « presque l'aspect d'une queue de poisson ». L'œuvre, en ronde-bosse, représente une femme en « costume vraisemblablement sacerdotal ». La tête est d'« une beauté impersonnelle ». L'œuvre, couverte de « couleurs vives » lors de sa découverte, mesure 0,93 mètre de hauteur, 1,93 mètre de long sur 0,67 mètre de largeur. Le couvercle a été brisé dès l'Antiquité afin de le visiter. Le gisant est placé sur un toit à double pente de type grec et l'œuvre est celle dont les caractères orientalisants ou égyptisants sont les plus marqués parmi la série de sarcophages. La femme inhumée dans le sarcophage était âgée lors de sa mort et mesurait de 1,55 mètre à 1,56 mètre. 21 monnaies de bronze sont trouvées avec elle par le fouilleur.

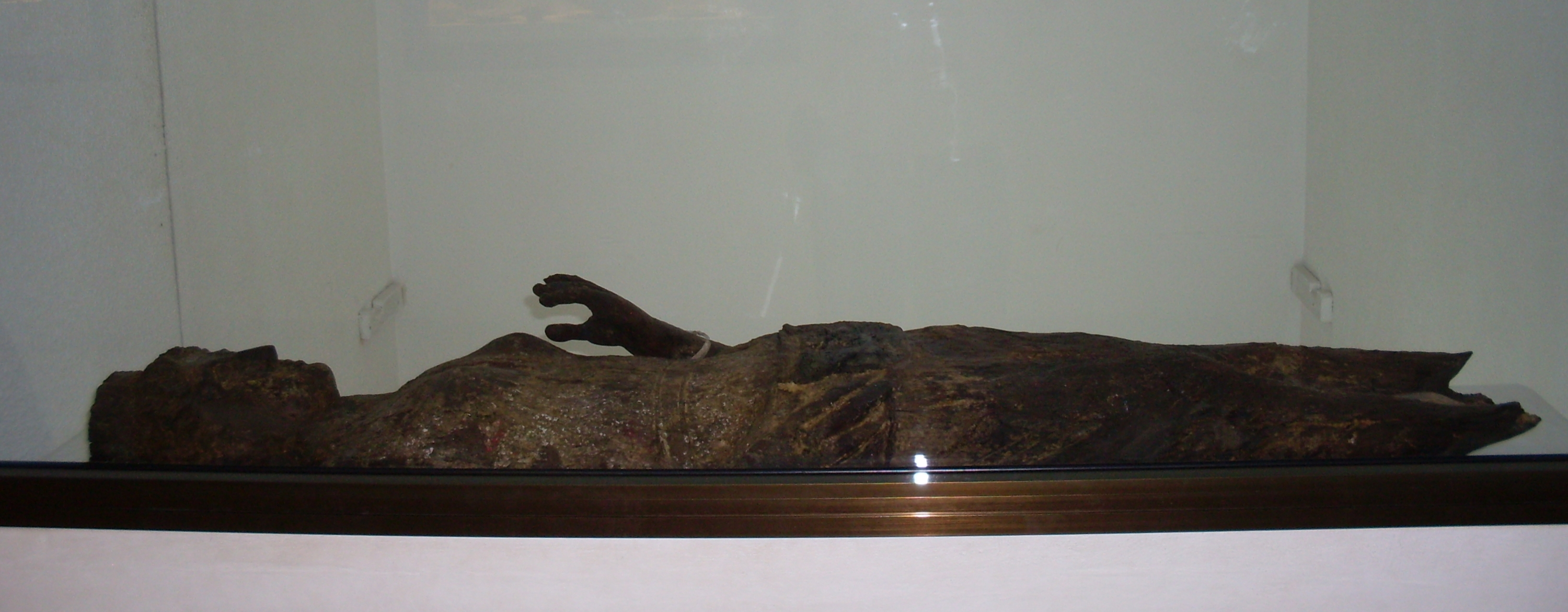
Sarcophage en bois de Kerkouane.

L'influence grecque est visible derrière les insignes égyptiens. Le sarcophage de la prêtresse est, selon Hédi Dridi, « un véritable manifeste de l'éclectisme punique », avec des influences orientales, égyptiennes et grecques.
Les sarcophages ont été considérés comme des productions de Grèce. L'hypothèse d'artisans grecs n'est pas contredite par Serge Lancel, mais les œuvres peuvent être produites par des Carthaginois. Hédi Slim considère que le caractère punique est marqué en particulier les vêtements de la prêtresse. Les personnages masculins trouvent des parallèles dans les représentations présentes sur les stèles. Les sarcophages sont donc des productions locales, nourries d'emprunts divers contrairement à ce que Stéphane Gsell ou Jérôme Carcopino évoquaient en les attribuant à des Grecs : le prototype est oriental, mais réalisé selon des modes grecques à l'époque hellénistique. Les œuvres sont des témoignages de l'« art punique d'époque hellénistique ».
Les représentations ont été interprétées comme des portraits idéalisés ou comme des divinités protectrices. Ce type de sarcophage se retrouve en bois dans des découvertes de Carthage et de Kerkouane et a pu inspirer les œuvres étrusques.

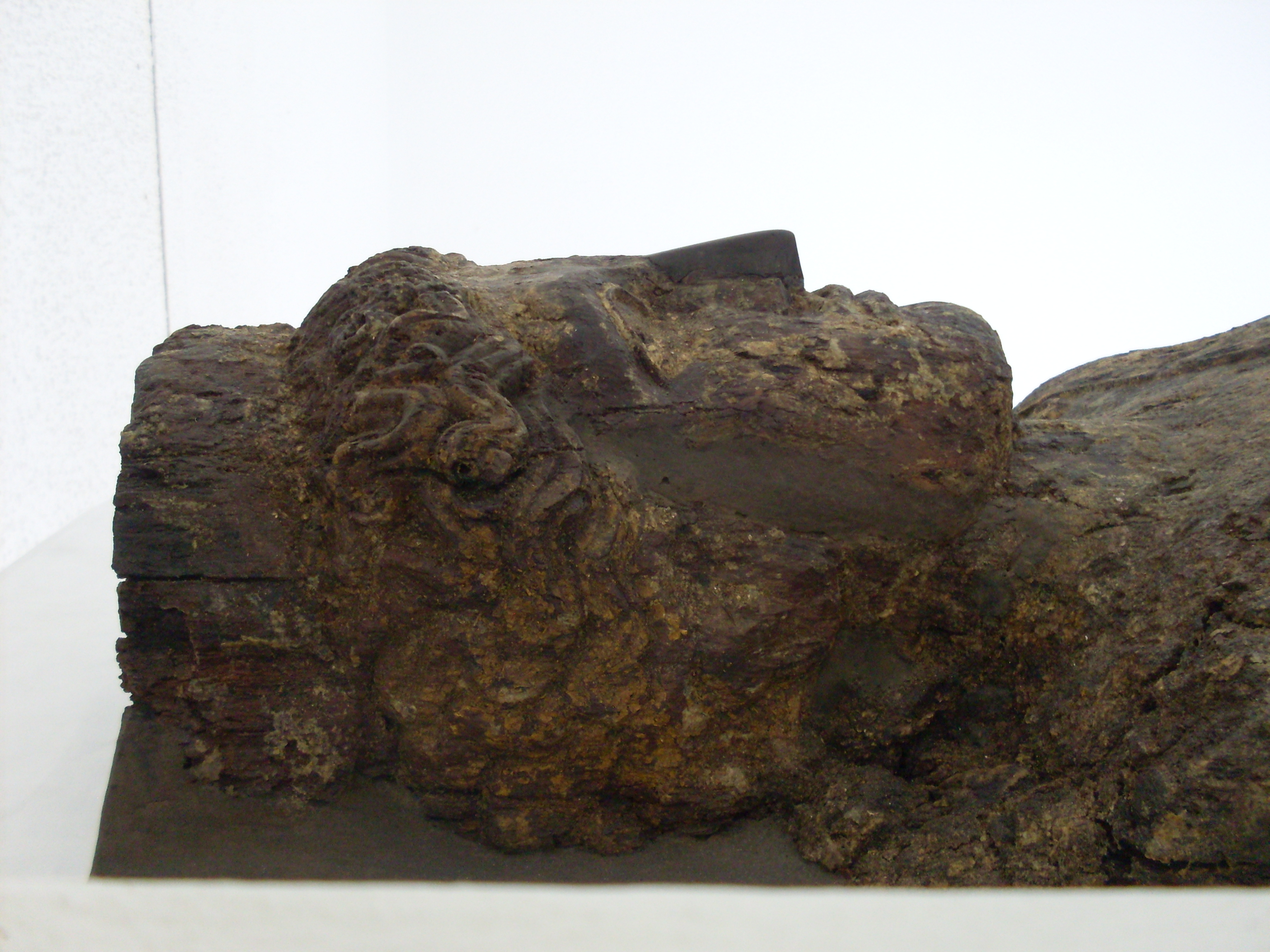
Détail du sarcophage en bois de Kerkouane, conservé au musée du site.
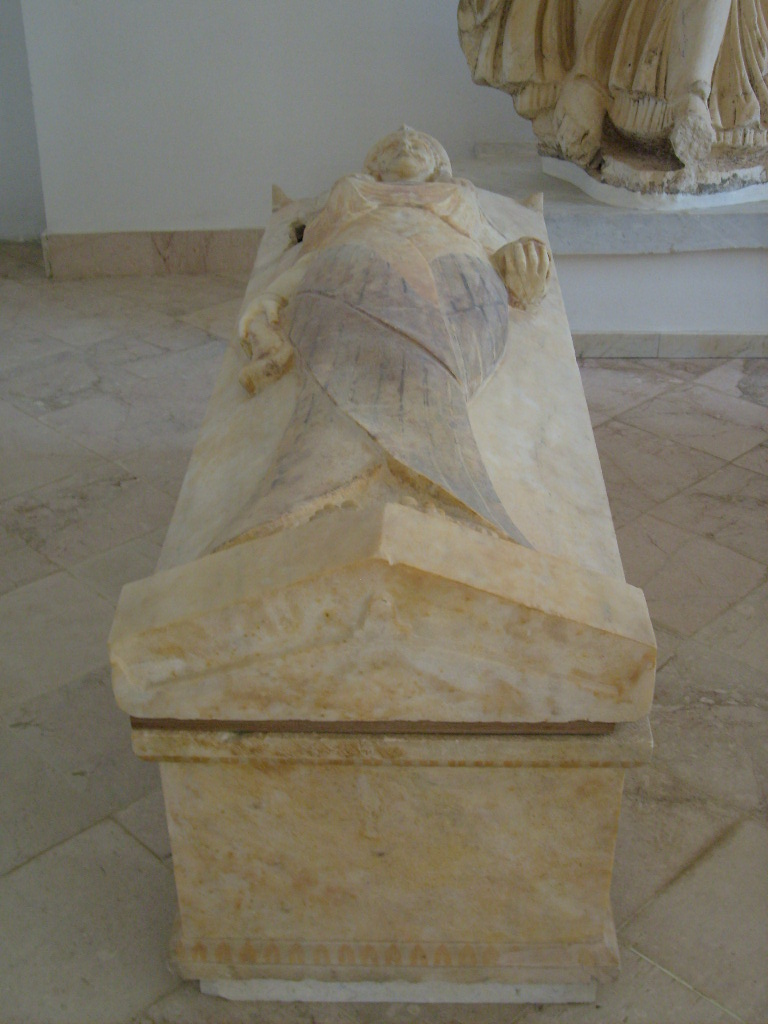
Sarcophage de la prêtresse conservé au musée de Carthage, marbre, IVe ou IIIe siècle av. J.-C., 76 × 197 × 68 cm[3].
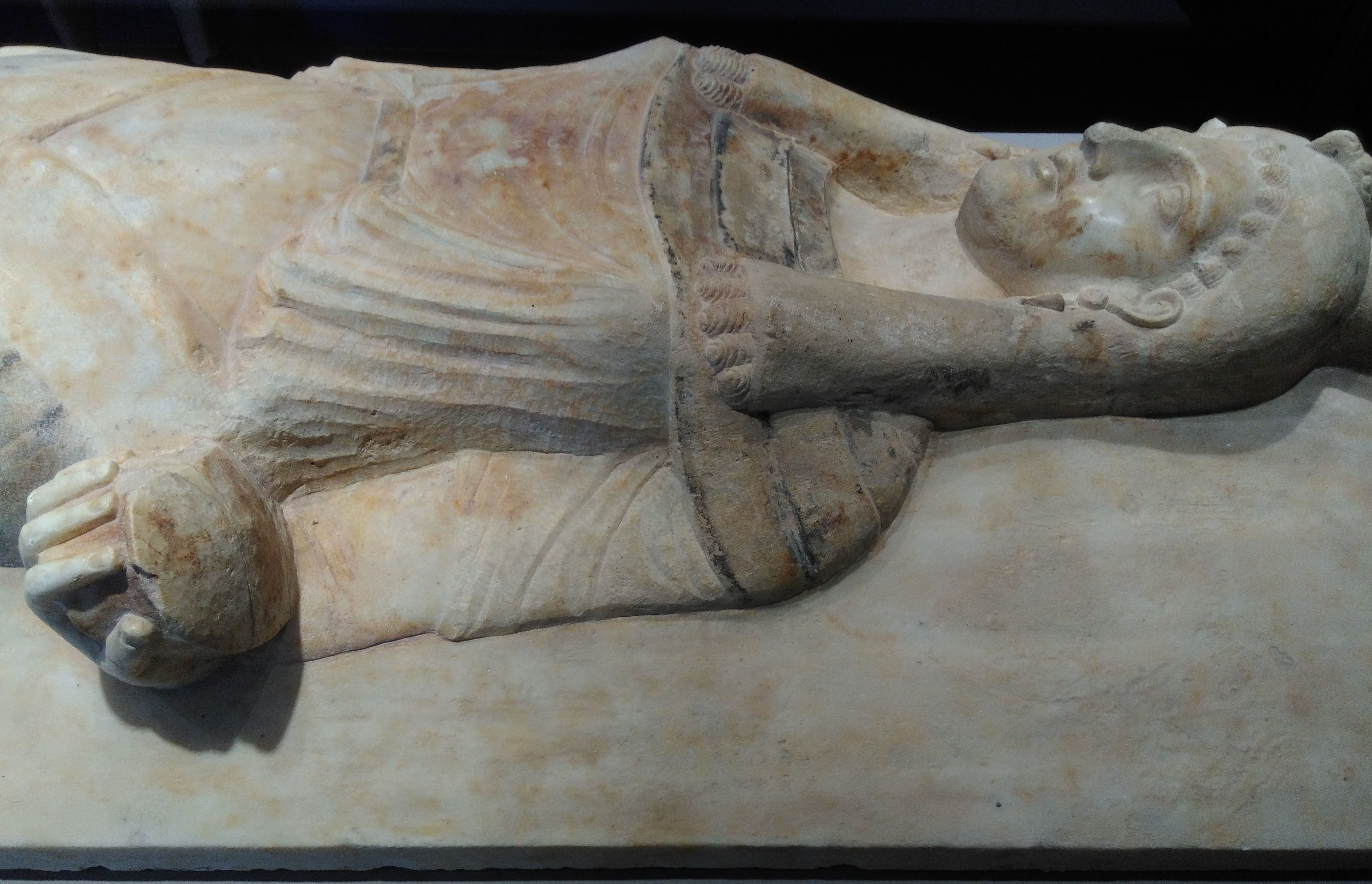
Détail du sarcophage de la prêtresse.
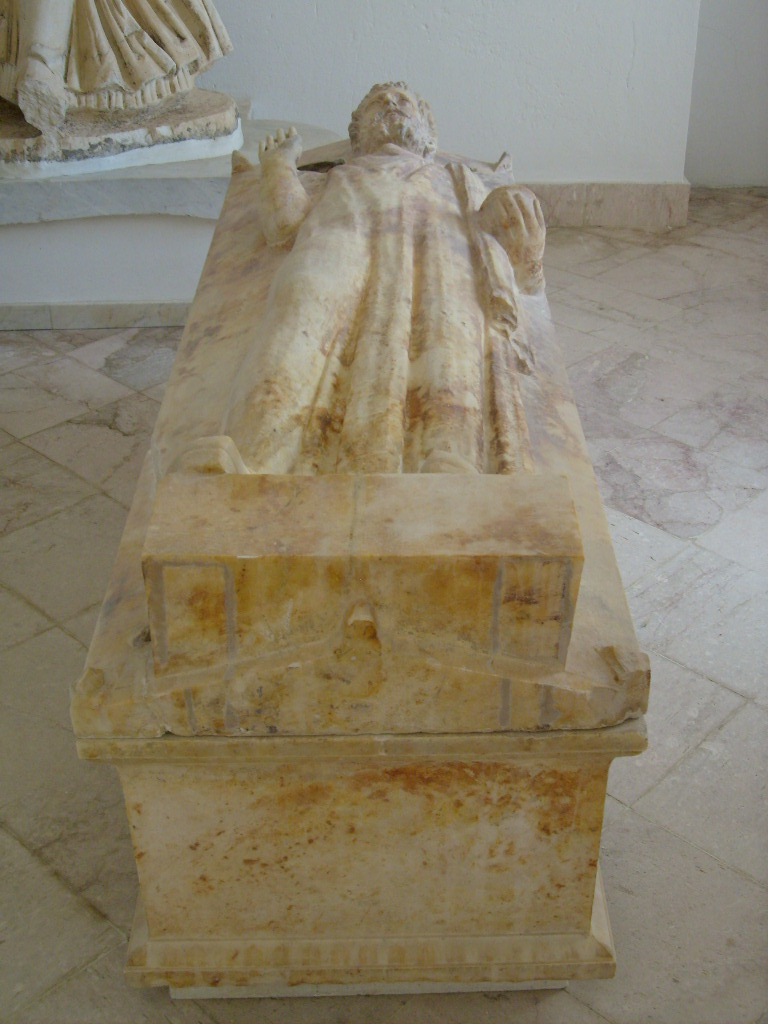
Sarcophage du prêtre conservé au musée de Carthage, marbre blanc anciennement peint, IVe siècle av. J.-C., 72 × 193 × 65 cm[J 1].

##### Analogie avec le sarcophage de Tarquinia
L'un des exemplaires de sarcophage du prêtre possède une « réplique exacte » en Étrurie, au musée archéologique national de Tarquinia et qui pose « un problème de provenance et d'ateliers ». Selon C. Mahy, les œuvres possèdent des différences de détail. Cette œuvre, en marbre de Paros, a été découverte dans la nécropole de Monterozzi en 1876 dans une tombe familiale contenant quinze sarcophages. Le sarcophage est le premier de la série à être déposé dans l'hypogée. Le nom du propriétaire du sarcophage, Laris Partiunus, figure sur trois endroits et « rédigé de droite à gauche ». Les archéologues ont pu restituer la généalogie de la famille, la gens Part(i)unus, « partie de l'élite de la cité », sur cinq générations.
La représentation n'est ni celle d'un prêtre ni celle d'un magistrat. Le sarcophage est daté soit de la deuxième moitié du IVe siècle av. J.-C., période où les relations entre Carthaginois et Étrusques sont importantes, soit de la fin du IVe siècle av. J.-C. et la première moitié du IIIe siècle av. J.-C. Les traités signés par les deux puissances avaient une composante politique, économique mais aussi militaire. L'œuvre est comparable aux portraits connus provenant de Grèce et datés du milieu du IVe siècle av. J.-C.. Le mode de représentation se développe au IVe siècle av. J.-C.-IIIe siècle av. J.-C..

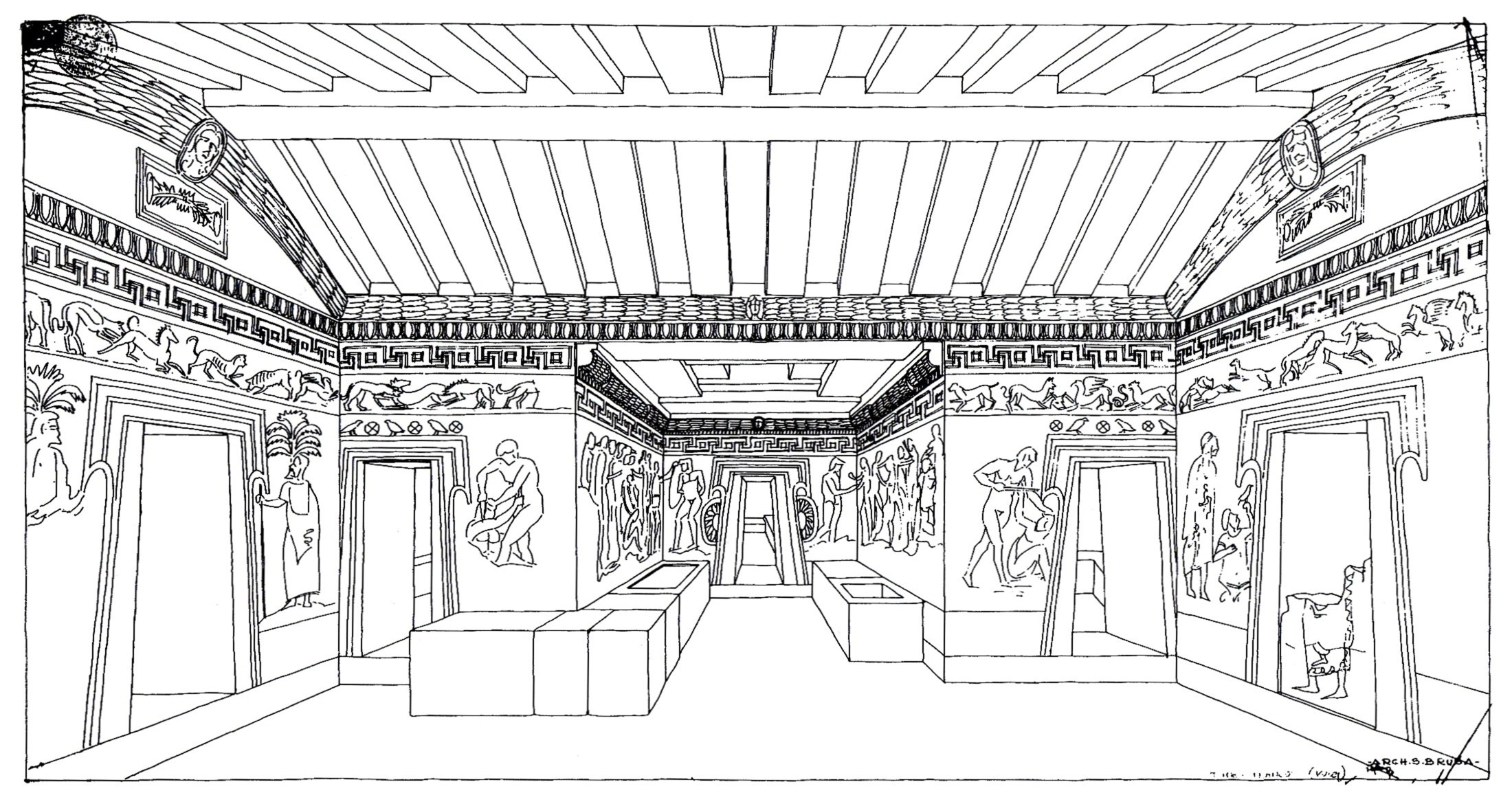
Croquis général de l'intérieur de la tombe François avec représentation schématique des peintures.

La cuve, contrairement aux œuvres de Carthage, comporte des fresques avec des scènes mythologiques : une scène interprétée soit comme issue de l'Iliade avec Achille massacrant les prisonniers troyens d'un côté soit comme une représentation des victoires d'Alexandre le Grand sur les Perses, et une Amazonomachie de l'autre montrant des Grecs vaincus lors d'un combat. Un petit côté porte une figure d'amazone. Les peintures ont été réalisées par des Étrusques à partir de modèles grecs comme ceux de la tombe François.
Le couvercle figure « une statue droite qui aurait ensuite été couchée par le sculpteur » sur un toit à double pente muni d'acrotères. Le personnage, barbu et frisé, au visage « idéalisé », a la main droite levée et la gauche soutient une pyxis. Il est vêtu d'une tunique et une épitoge, ainsi que de sandales. Le visage était orné de polychromie.
Il a été envisagé une origine sicilienne tant pour le sarcophage de Tarquinia que pour ceux de Carthage, mais cette théorie est considérée comme « invraisemblable » selon C. Mahy. L'origine étrusque du sarcophage est probable. Même si des artisans grecs étaient présents dans le monde punique, la croyance sous-jacente des sarcophages de Carthage est punique.
Le mode de représentation a pu « être importé […] par des Étrusques venus à Carthage ». Des Étrusques sont attestés archéologiquement dans la nécropole de Bordj Djedid à Carthage à la fin du IVe siècle av. J.-C., nécropole qui était « la plus riche de la cité à cette époque ». Laris Partunus a peut-être vécu à Carthage, et il a peut-être participé à la guerre contre Agathocle à laquelle les Étrusques ont participé. Il a pu revenir dans sa patrie avec le sarcophage ou l'a fait venir ultérieurement. L'œuvre est datée de la fin du IVe siècle av. J.-C..
Le sarcophage découvert à Carthage et celui de Tarquinia possèdent une « ressemblance frappante ». Selon C. Mahy à propos de la comparaison avec les œuvres retrouvées à Carthage, il est « très probable qu'il s'agisse d'un même groupe de monuments sculptés » : le sarcophage de Tarquinia a pu être élaboré à Carthage par des Grecs et destiné à des commanditaires carthaginois ou étrusques présents en Afrique, voire destiné à un Étrusque punicisé dont une partie de la famille serait restée dans la capitale punique. Les peintures de la cuve ont pu être faites après l'importation et le nom inscrit à plusieurs reprises correspondrait au délai nécessaire pour réaliser les peintures.

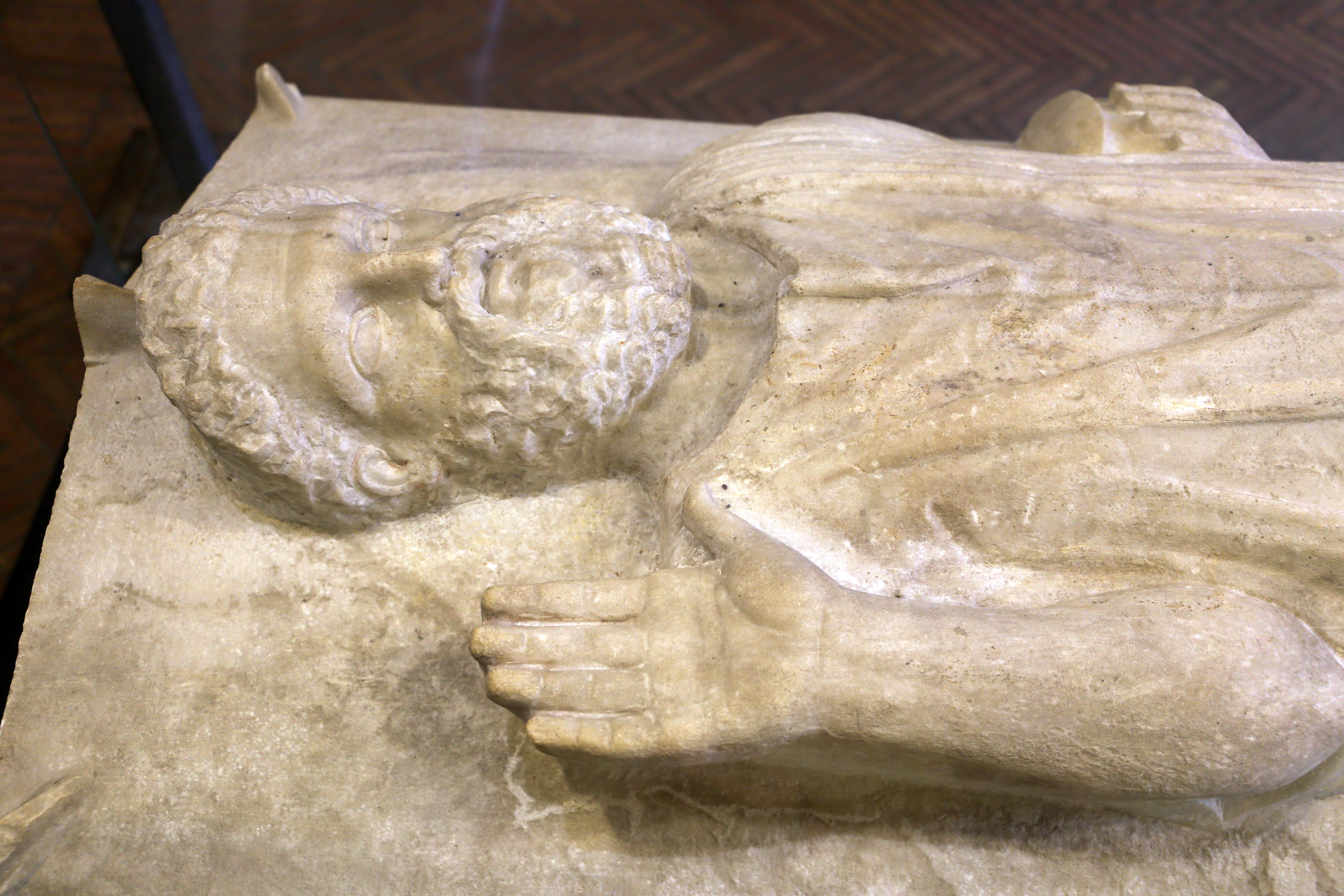
Vue de la partie supérieure du sarcophage, vu du côté gauche. L'homme a la main droite levée.
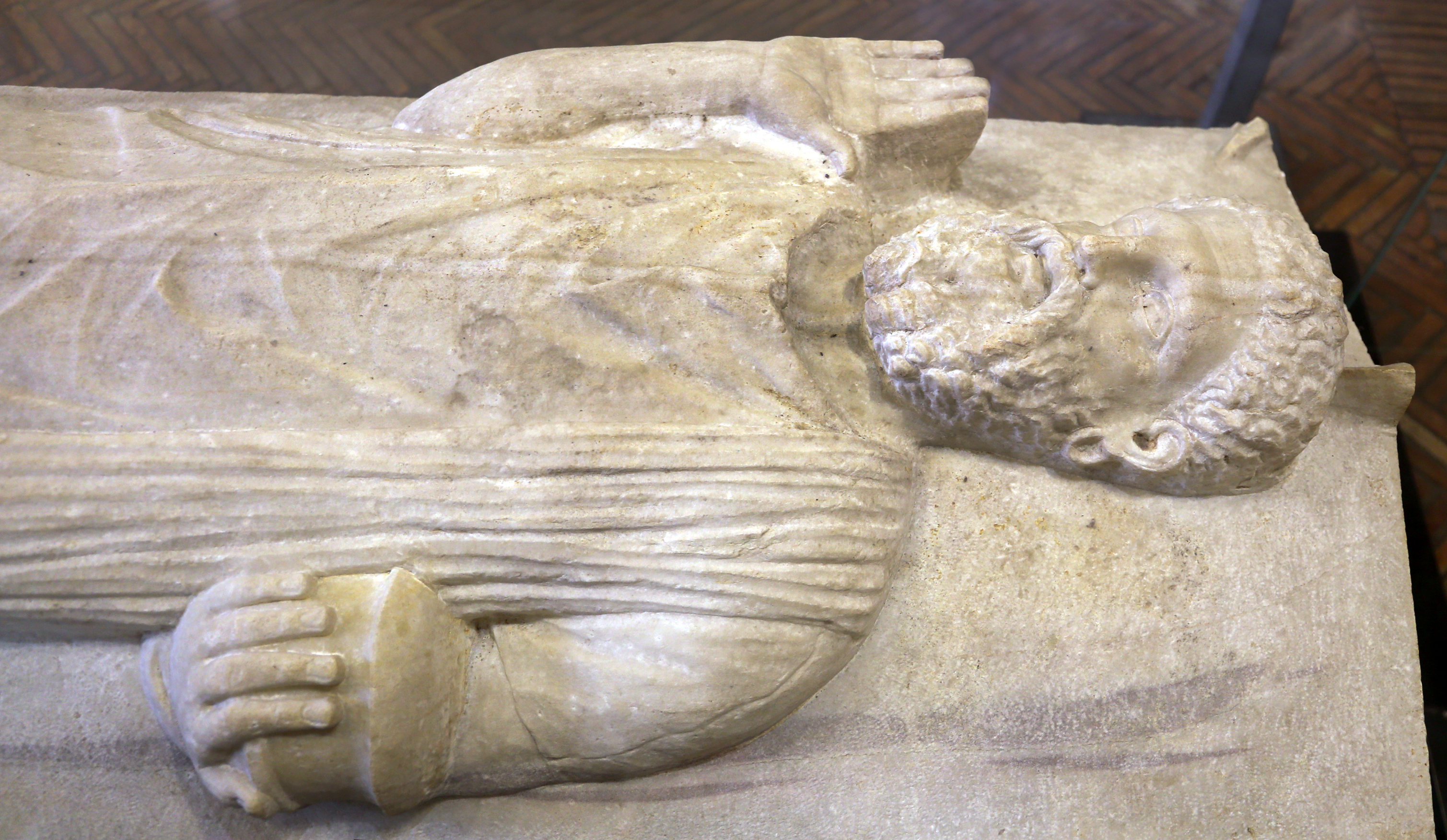
Vue générale de la partie supérieure du sarcophage.
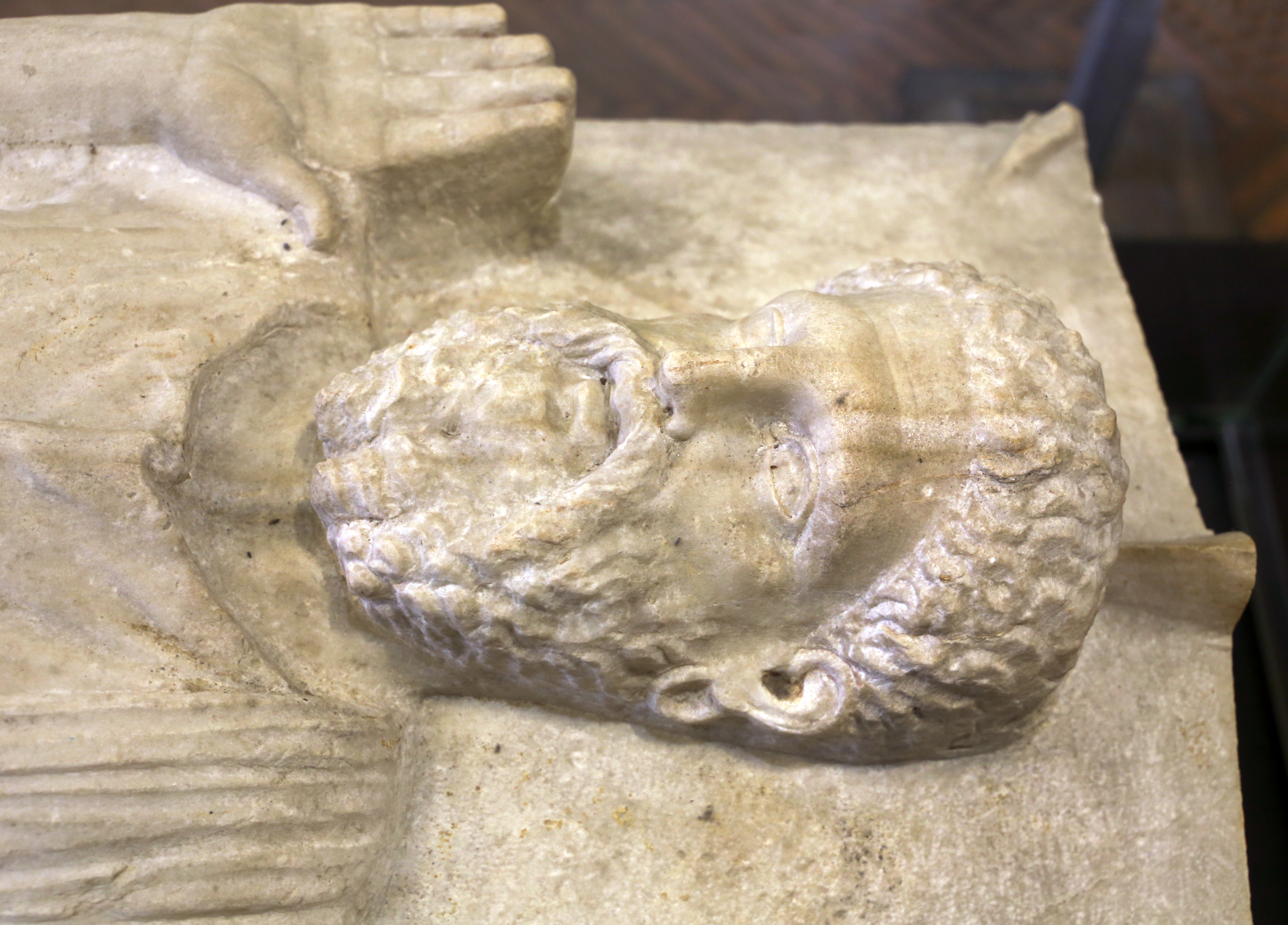
Gros plan sur le visage du personnage.
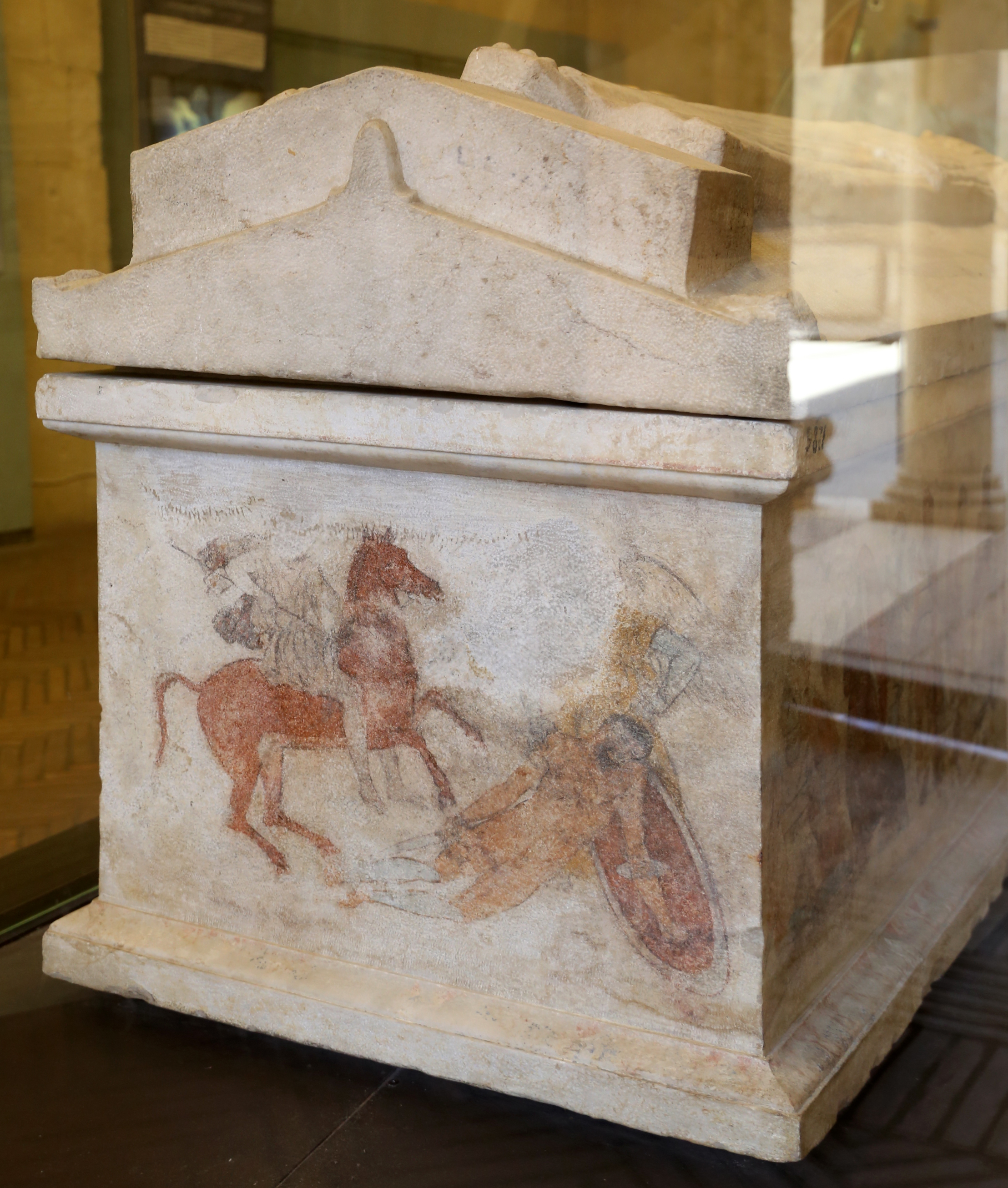
Vue d'un côté du sarcophage avec des peintures et le toit à double pente.
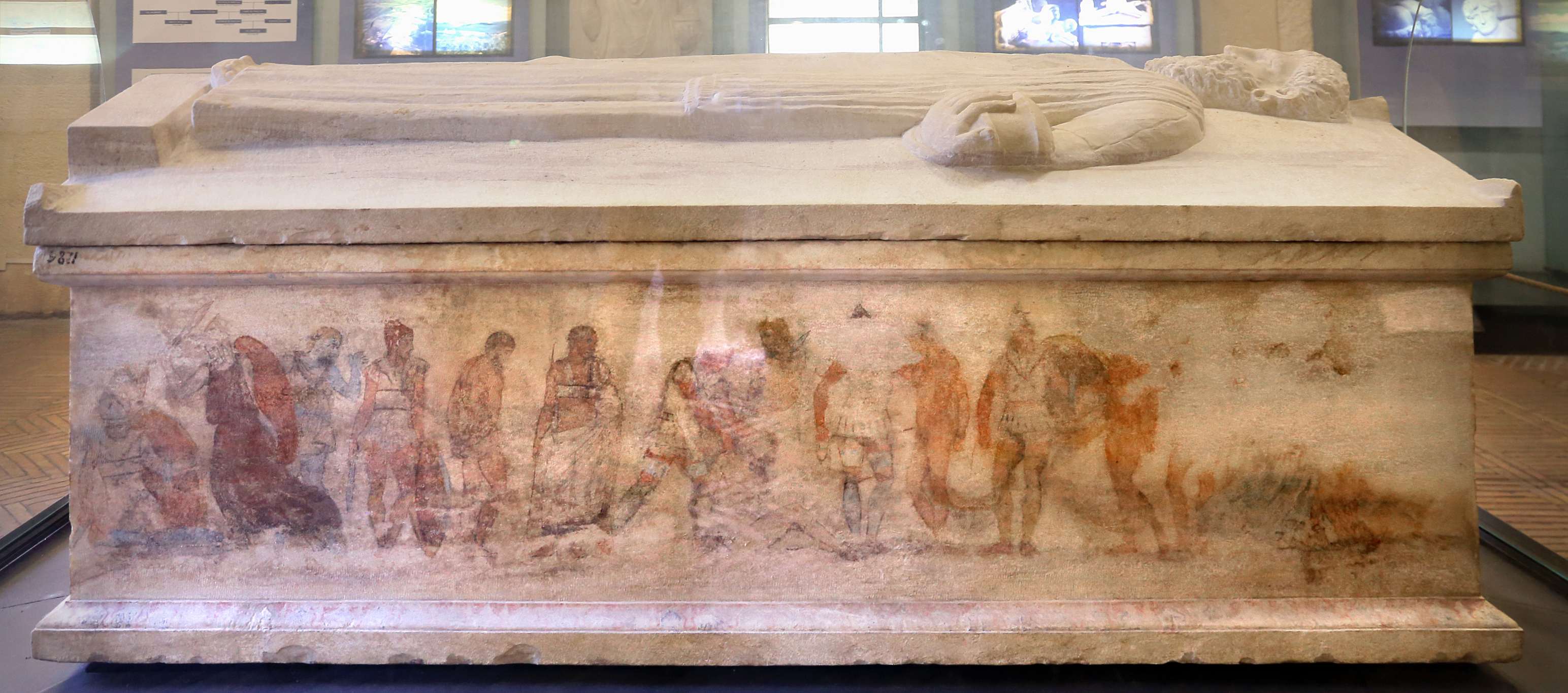
Vu d'un long côté du sarcophage avec la peinture soit d'Alexandre soit des Grecs vaincus au combat.

## Interprétation

### Place de la mort et des nécropoles dans la civilisation carthaginoise

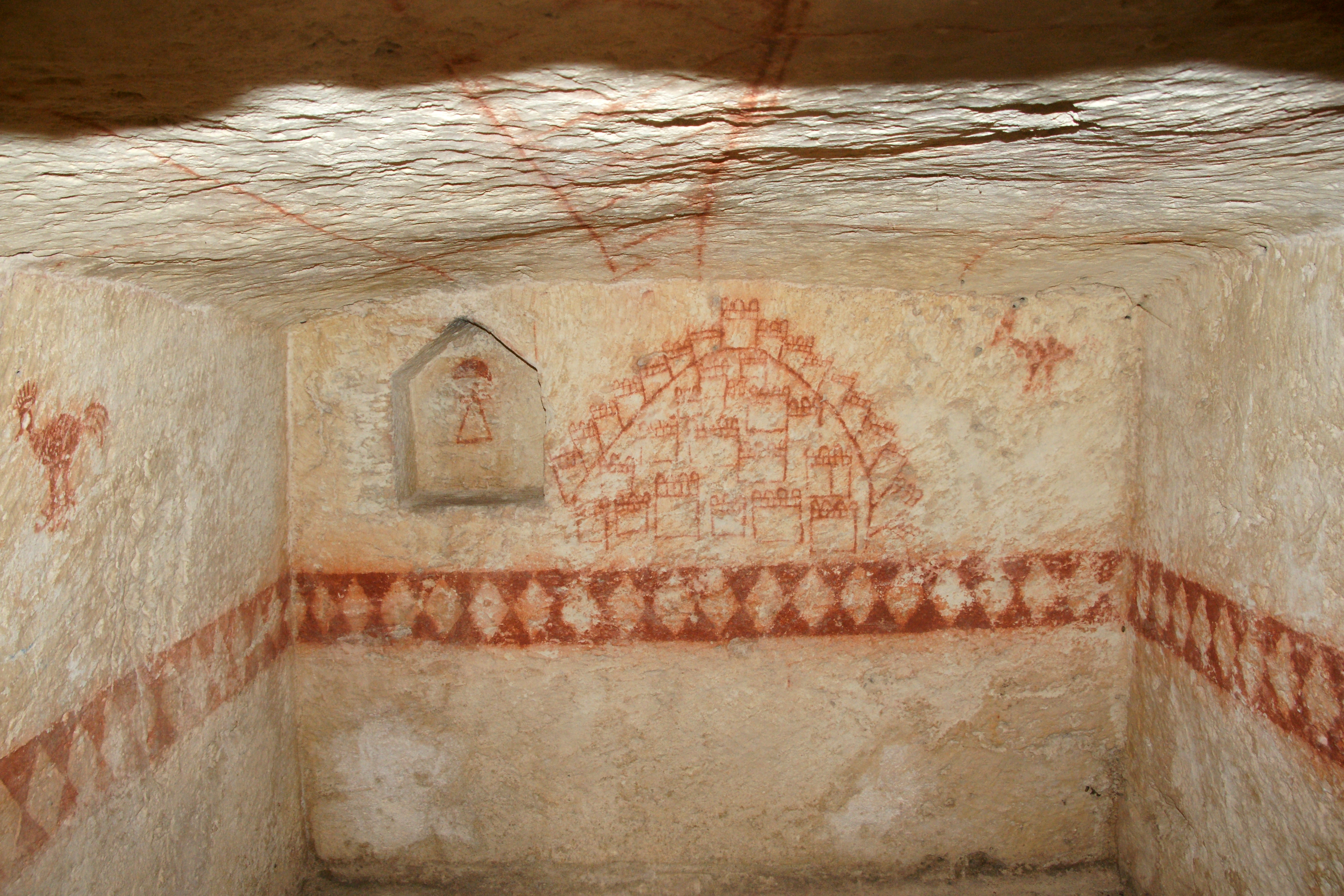
Chambre funéraire de la nécropole punique de Ras ed Drek près de Kerkouane, tombe VIII du djebel Mlezza, photographie centrée sur la paroi nord-est.

La civilisation carthaginoise accorde une grande importance à la « demeure éternelle » dite BT'LM. Les puits ont pour but de dissuader les éventuels pilleurs. Les défunts étaient inhumés dans des cercueils de bois ou des sarcophages, ou à même la chambre funéraire, selon leur rang social. Le soin donné aux morts est le signe d'« une vie spirituelle profonde ». La tombe est considérée comme « un lieu de paix, de repos, ou comme un lieu d'éternité pour le mort ». Les nécropoles étaient en effet nommées shad elonim, « champ des dieux » et les tombes qabr.

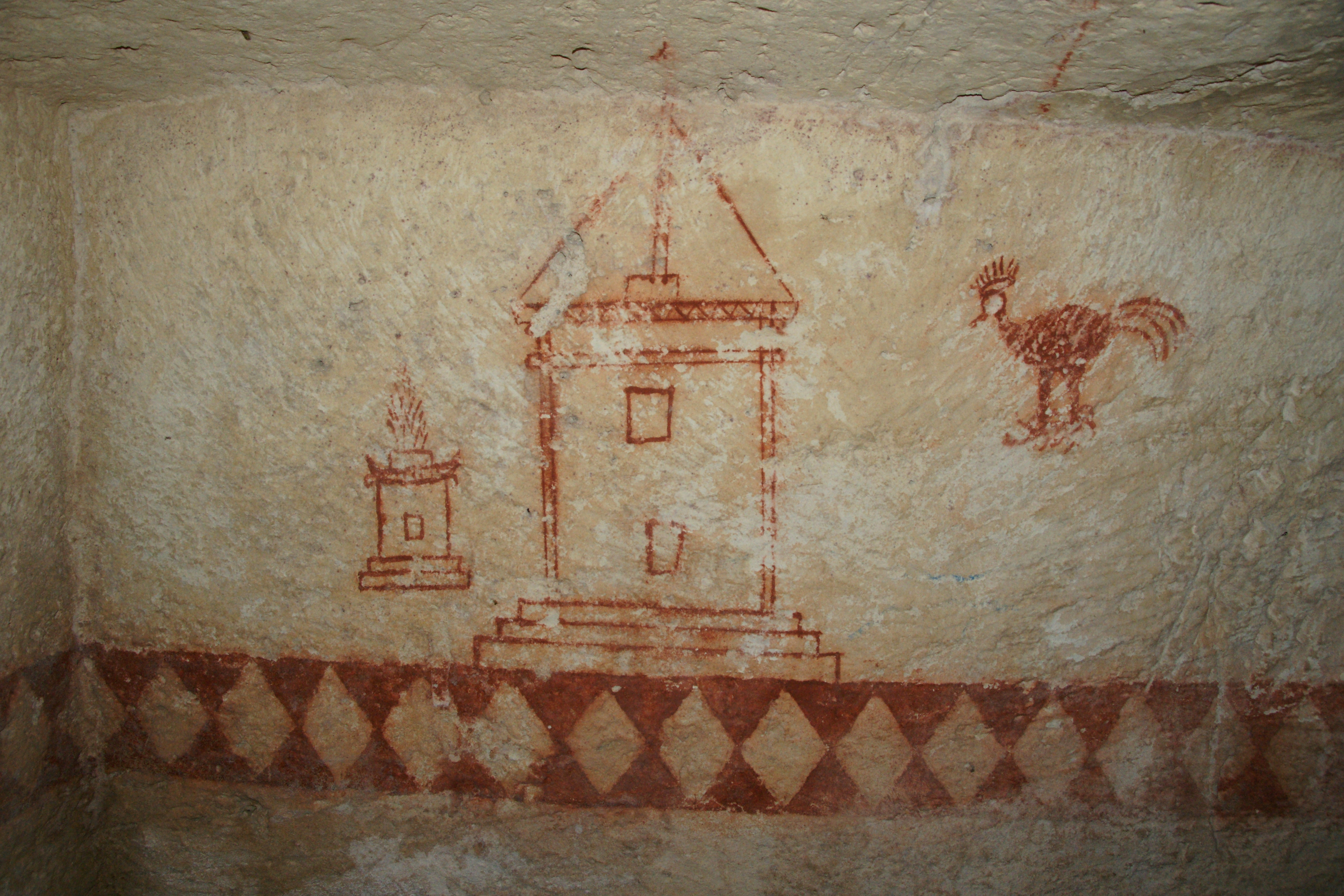
Chambre funéraire de la nécropole punique de Ras ed Drek près de Kerkouane, tombe VIII du djebel Mlezza, paroi nord-ouest.

Le mobilier funéraire est destiné à rappeler au défunt sa vie ou à le protéger des « forces mauvaises ». Il y avait peut-être la croyance dans « une certaine survivance ». La tombe est alors « une réplique de la demeure des vivants ».
L'architecture funéraire est « une architecture qui est née du rocher ». Les chambres funéraires, du fait d'un « besoin d'austérité mystique » n'étaient pas pourvues de décor sauf une tombe découverte au djebel Mlezza, non loin de Kerkouane. L'âme était dénommée rouah, l'animus des latins, figurée sous la forme d'un oiseau sur la tombe du djebel Mlezza. Cette tombe figure un décor peint avec un coq allant d'un mausolée à une ville : M'hamed Hassine Fantar l'interprète comme « le voyage de l'âme […] vers la cité des morts ». Le coq représenterait l'âme voyageant vers « la cité céleste ». Un autel sacrificiel avec un feu est situé près d'un mausolée. Le coq est associé au mausolée en Afrique comme le rappelle l'inscription du mausolée des Flavii de Kasserine ; cette association peut être libyque ou le produit d'un métissage avec les Puniques.
Les rites témoignent du « caractère mixte de la population de Carthage » composée d'Orientaux et d'une population libyenne. La présence d'ocre rouge sur les corps, rappelant le sang, est liée à des rites autochtones. La couleur rouge avait un « puissant pouvoir reviviscent » selon Hélène Bénichou-Safar.
Les défunts, rephaïm, ont peut-être fait l'objet d'« une vénération religieuse » : les lieux étant protégés par les divinités, il y avait peut-être de véritables « enclos funéraires rituels ». Les Carthaginois croyaient probablement en la survie de l'âme et avaient sans doute également une « réelle angoisse métaphysique », étant « anxieux devant l'inconnu de la mort et pétris de superstition ».

### Une nécropole parmi d'autres mais aux caractères marqués
Les nécropoles se situent hors des limites de la cité, comme dans « la plupart des cités antiques de la Méditerranée gréco-latine ». La difficulté du site de Carthage est la méconnaissance du tracé de la muraille, même si les collines de nécropoles furent intégrées à l'espace protégé par cette dernière pour des raisons stratégiques. Les nécropoles connues au début du XXIe siècle forment un « demi-cercle autour de la plaine littorale ».
Le site de Carthage possède d'autres nécropoles dont certaines proches de la nécropole des Rabs, comme celle dite d'Ard el-Khéraïb située également sur la colline de Bordj Djedid,.
La nécropole des Rabs comporte davantage de tombes à puits. Elle est aussi marquée par une « influence hellénistique » contrairement à deux autres nécropoles, Dermech et Douïmès, marquées quant à elles par « une influence égyptienne et asiatique ».
Les objets retrouvés sur ces sites trahissent une influence égyptienne, avec des amulettes figurant Anubis, Bès, Osiris, etc.. Les nécropoles d'Ard el-Mourali et Ard el-Khéraïb possèdent des caractères de transition. La nécropole des Rabs est par ailleurs celle qui a livré le plus d'épitaphes sur le site de Carthage.
Selon Paul Gauckler, la religion punique est modifiée profondément avec l'introduction du culte de Déméter et de Perséphone au début du IVe siècle av. J.-C., ce qui a des conséquences dans les rites funéraires dont témoignent les découvertes effectuées dans la nécropole des Rabs. Salah-Eddine Tlatli évoque pour sa part une fidélité aux traditions orientales jusqu'à la destruction de la cité punique, même si « superficiellement teintées par la vogue passagère de certaines modes hellénisantes ». Pierre Cintas évoque un « monde hellénisé » même si persiste « un substratum de culture resté punique ». Cette hellénisation est liée à l'introduction de cultes grecs et aux contacts avec la Sicile grecque. Les emprunts religieux sont destinés alors à mieux protéger les défunts.

### Témoignage de l'apogée avant la fin de la cité punique

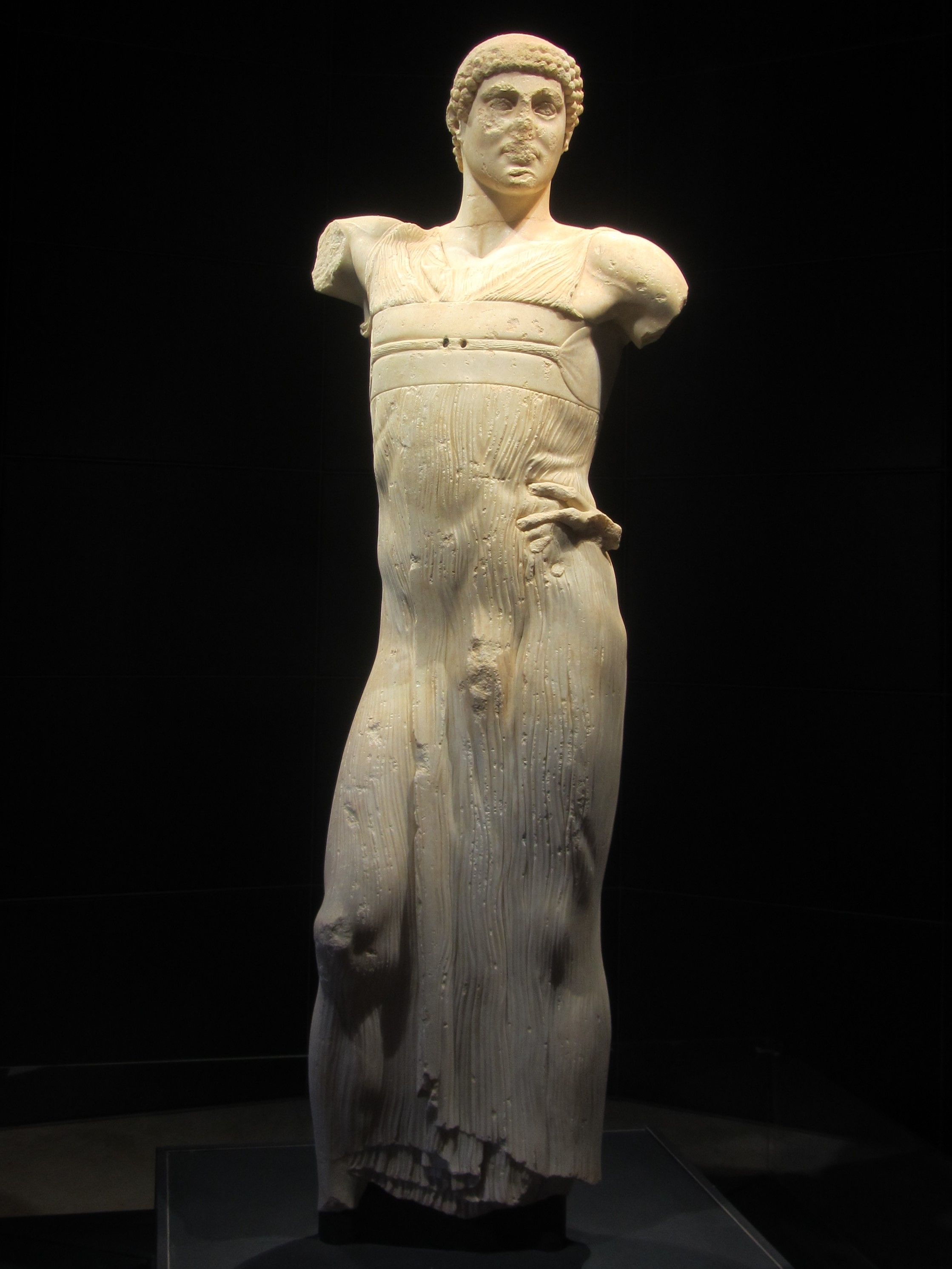
Éphèbe au musée de Motyé, œuvre datée du deuxième quart du et témoignage rare de la sculpture punique hors contexte funéraire.

Les nécropoles qui suivent celle des Rabs, en particulier sur la colline de l'odéon, sont beaucoup plus pauvres et on n'y trouve pas de bijoux. Selon Salah-Eddine Tlatli, c'est alors « une ville ruinée, inquiète, réduite à priver les morts des derniers hommages des vivants » du fait des difficultés liées au cycle des guerres puniques.
Les traditions funéraires se maintiennent, ce qui traduit « la stabilité du fond ethnique et la permanence des influences subies », même si certaines ne sont plus comprises, témoignant de gestes réalisés « de façon automatique ». Ces traditions sont un signe du conservatisme dans la cité punique. L'incinération se développe fortement du fait du processus d'hellénisation, en particulier du fait des relations avec la Sicile grecque puis avec Alexandrie.
La sculpture funéraire carthaginoise, dont les sarcophages, regroupe les seules œuvres connues de la statuaire punique, détruite par les pillages du site archéologique ou les enlèvements d'œuvres d'art dues à Scipion Émilien. Les vêtements de la prêtresse, ou peut-être une représentation de Tanit, témoignent d'« un singulier syncrétisme » entre éléments égyptisants et hellénistiques.

#### Ouvrages généraux ou sur Carthage
- Samir Aounallah, Carthage : archéologie et histoire d'une métropole méditerranéenne, 814 avant J.-C.-1270 après J.-C., Paris, CNRS Éditions, 2020, 240 p. (ISBN 978-2-271-13471-4). .
- Maria-Giulia Amadasi Guzzo, Carthage, Paris, Presses universitaires de France, coll. « Que sais-je ? », 2007, 128 p. (ISBN 978-2-13-053962-9). .
- Azedine Beschaouch, La légende de Carthage, Paris, Éditions Gallimard, coll. « Découvertes Gallimard / Archéologie » (no 172), 2001, 176 p. (ISBN 2-07-053212-7). .
- Pierre Cintas, Manuel d'archéologie punique : Volume II, Paris, Éditions A. et J. Picard, coll. « Collection des manuels d'archéologie et d'histoire de l'art », 1976, 415 p. (ISBN 2-7084-0003-7). .
- Hédi Dridi, Carthage et le monde punique, Paris, Les Belles Lettres, 2006, 287 p. (ISBN 2-251-41033-3). .
- Abdelmajid Ennabli, Georges Fradier et Jacques Pérez, Carthage retrouvée, Tunis/Paris, Cérès/Herscher, 1995, 151 p. (ISBN 9973-19-055-6). .
- Abdelmajid Ennabli, Carthage : les travaux et les jours, Paris, CNRS Éditions, 2020, 493 p. (ISBN 978-2-271-13115-7). .
- M'hamed Hassine Fantar, Carthage : approche d'une civilisation, Tunis, Alif, 1998, 762 p. (ISBN 9973-22-019-6). .
- M'hamed Hassine Fantar, Carthage : la cité punique, Tunis, Cérès, 2007, 127 p. (ISBN 978-9973-22-019-6 et 9973-22-019-6). .
- Madeleine Hours-Médian, Carthage, Paris, Presses universitaires de France, coll. « Que sais-je ? », 1982, 126 p. (ISBN 2-13-037489-1). .
- Serge Lancel, Carthage, Tunis, Cérès éditions, 1999, 643 p. (ISBN 9973-19-420-9).
- Edward Lipinski (dir.), Dictionnaire de la civilisation phénicienne et punique, Paris, Brépols, 1992, 502 p. (ISBN 2-503-50033-1). .
- Colette Picard, Carthage, Paris, Les Belles Lettres, 1951, 100 p. .
- Hédi Slim et Nicolas Fauqué, La Tunisie antique : de Hannibal à saint Augustin, Paris, Mengès, 2001, 259 p. (ISBN 2-85620-421-X). .
- Hédi Slim, Ammar Mahjoubi, Khaled Belkhodja et Abdelmajid Ennabli, Histoire générale de la Tunisie, vol. I : L'Antiquité, Paris, Maisonneuve et Larose, 2003, 459 p. (ISBN 2-7068-1695-3). .
- Maurice Sznycer, « Carthage et la civilisation punique », dans Claude Nicolet, Rome et la conquête du monde méditerranéen, vol. 2 : Genèse d'un empire, Paris, Presses universitaires de France, 2001, p. 545-593.
- Salah-Eddine Tlatli, La Carthage punique. Étude urbaine : la ville, ses fonctions, son rayonnement, Paris, Adrien-Maisonneuve, 1978, 302 p. .
- Collectif, « La Carthage punique », Connaissance des arts, no 69,‎ 1995, p. 8-23 (ISSN 0293-9274). .
- Collectif, Carthage : l'histoire, sa trace et son écho, Paris, Association française d'action artistique/Alif, 1995, 320 p. (ISBN 978-2-87900-196-8).
- Collectif, De Carthage à Kairouan, 2 000 ans d'art et d'histoire en Tunisie, Paris, Association française d'action artistique, 1982, 280 p. (ISBN 2-86545-015-5). .

#### Ouvrages consacrés aux fouilles ou aux découvertes
- Hélène Bénichou-Safar, Les tombes puniques de Carthage : topographie, structures, inscriptions et rites funéraires, Paris, Éditions du Centre national de la recherche scientifique, coll. « Études d'antiquités africaines », 1982, 437 p. (ISBN 2-222-02914-7, lire en ligne). .
- Alfred Louis Delattre, « Carthage, nécropole punique voisine de Sainte-Monique : deux sarcophages anthropoïdes en marbre blanc », CRAI, vol. 47, no 1,‎ 1903, p. 23-33 (lire en ligne, consulté le 16 novembre 2020). .
- Alfred Louis Delattre, « Découvertes dans la nécropole des Rabs à Carthage », CRAI, vol. 67, no 4,‎ 1923, p. 304-305 (lire en ligne, consulté le 17 octobre 2020).
- Alfred Louis Delattre, « Une cachette de figurines de Déméter et brûle-parfums votifs à Carthage », CRAI, vol. 67, no 5,‎ 1923, p. 354-365 (lire en ligne, consulté le 21 janvier 2022).
- Antoine Héron de Villefosse, « Les sarcophages peints trouvés à Carthage », Monuments et mémoires de la Fondation Eugène Piot, vol. 12, no 1,‎ 1905, p. 79-112 (lire en ligne, consulté le 17 octobre 2020). .
- Antoine Héron de Villefosse, « Lettre du R. P. Delattre et don au Musée du Louvre de deux sarcophages découverts à Carthage », CRAI, vol. 50, no 2,‎ 1906, p. 131-133 (lire en ligne, consulté le 17 octobre 2020). .

#### Autres travaux
- Jérôme Carcopino, « Les influences puniques sur les sarcophages étrusques de Tarquinia », dans Atti della Pontificia accademia romana di archeologia, Memorie, vol. 1, Rome, Typographie vaticane, 1924, partie 2.
- Sandrine Crouzet, « Les sarcophages du prêtre de Tarquinia et Carthage, témoignages des relations entre Carthage et l'Étrurie au IVe siècle av. J.-C. », AIAC News, t. 39-40,‎ décembre 2004.
- Carine Mahy, « Le sarcophage dit du prêtre de Tarquinia et les contacts entre Carthage et le monde étrusque », Volumen, no 4,‎ 2010, p. 53-75 (ISSN 2031-1206, lire en ligne, consulté le 17 octobre 2020). .